# Kaufhaus des Westens

Logo des Kaufhauses des Westens

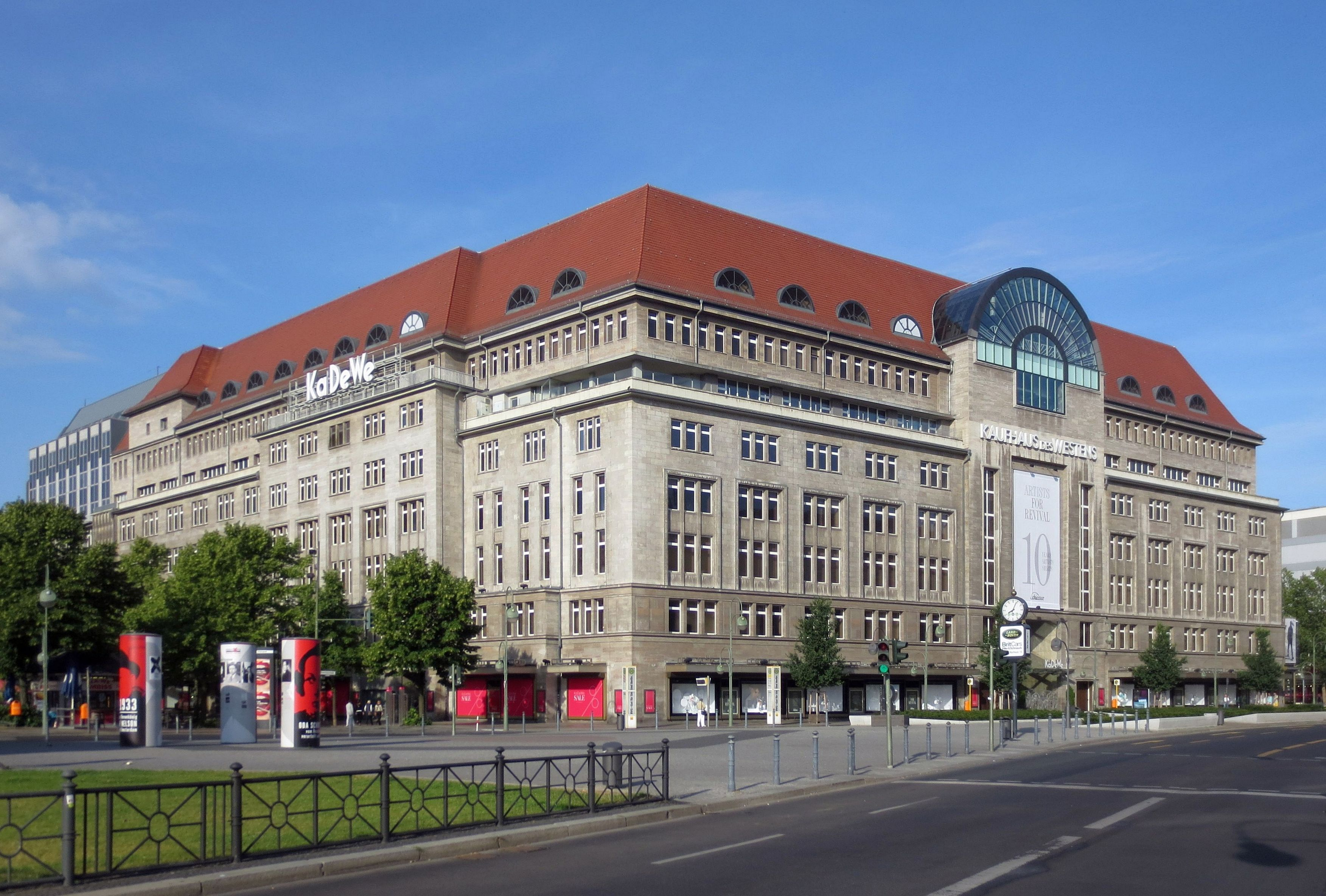
Kaufhaus des Westens, 2013

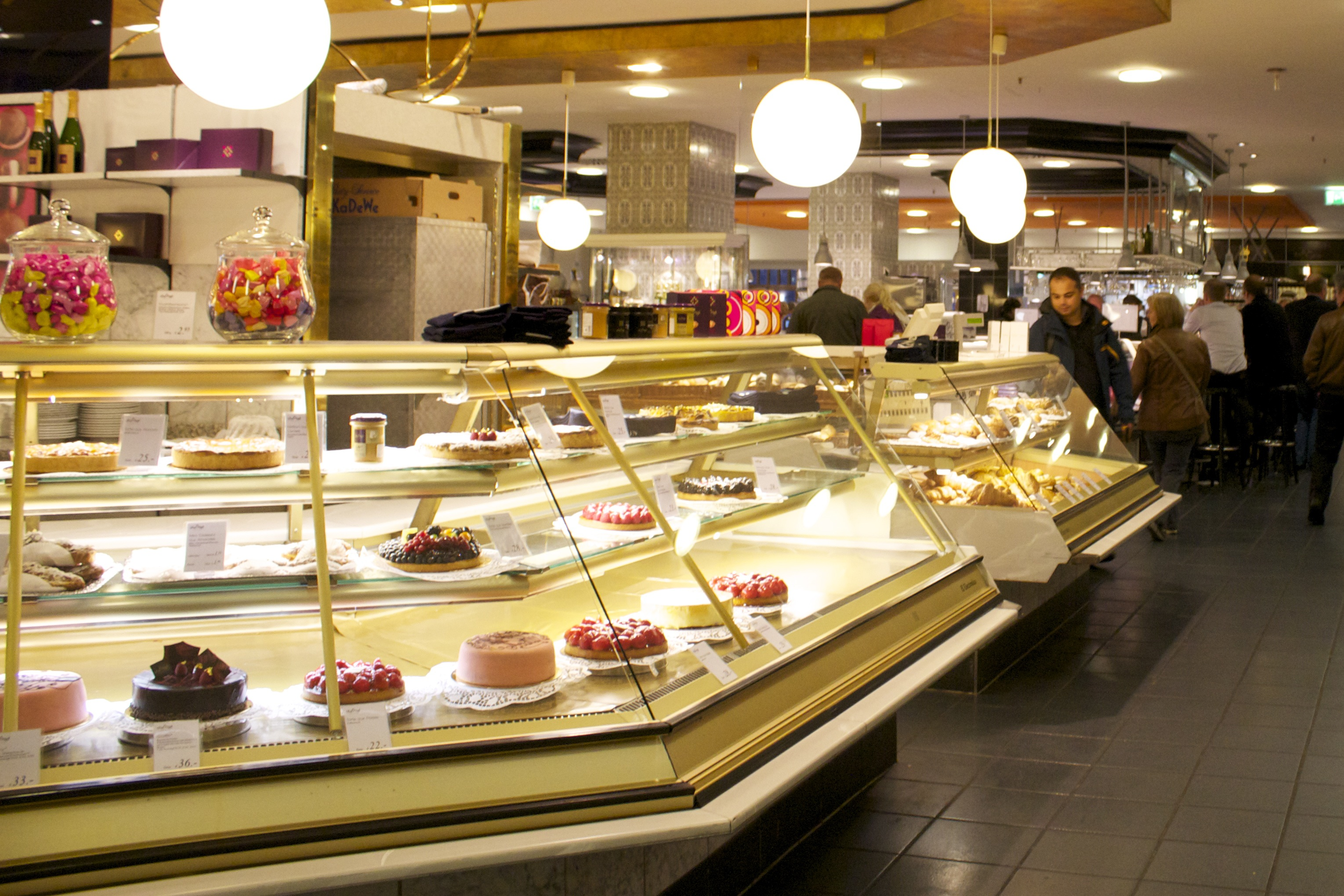
Feinkostabteilung im KaDeWe

Das Kaufhaus des Westens (KaDeWe) ist ein Warenhaus in Berlin mit einem gehobenen Sortiment und Luxuswaren, das von Adolf Jandorf gegründet und nach Plänen des Architekten Emil Schaudt errichtet wurde. Am 27. März 1907 wurde es in der Tauentzienstraße am Wittenbergplatz in der damals noch eigenständigen Stadt Charlottenburg eröffnet und gilt als das bekannteste Warenhaus Deutschlands. 
Das KaDeWe ist mit 60.000 Quadratmetern Verkaufsfläche eines der größten Warenhäuser Europas. Als besondere Attraktion gilt seit Ende der 1920er Jahre die Feinkostabteilung. Nach einer Erweiterung ist sie seit 1978 die zweitgrößte Lebensmittelabteilung eines Warenhauses weltweit.
Im Laufe seiner Geschichte wurde das Kaufhaus des Westens mehrere Male aus- und umgebaut. Achtmal wechselte der Mutterkonzern. Seit 2024 gehören Immobilie und Geschäftsbetrieb alleinig der Central Group.

## Geschichte

### Kaiserreich und Weimarer Republik: Die Ära Jandorf

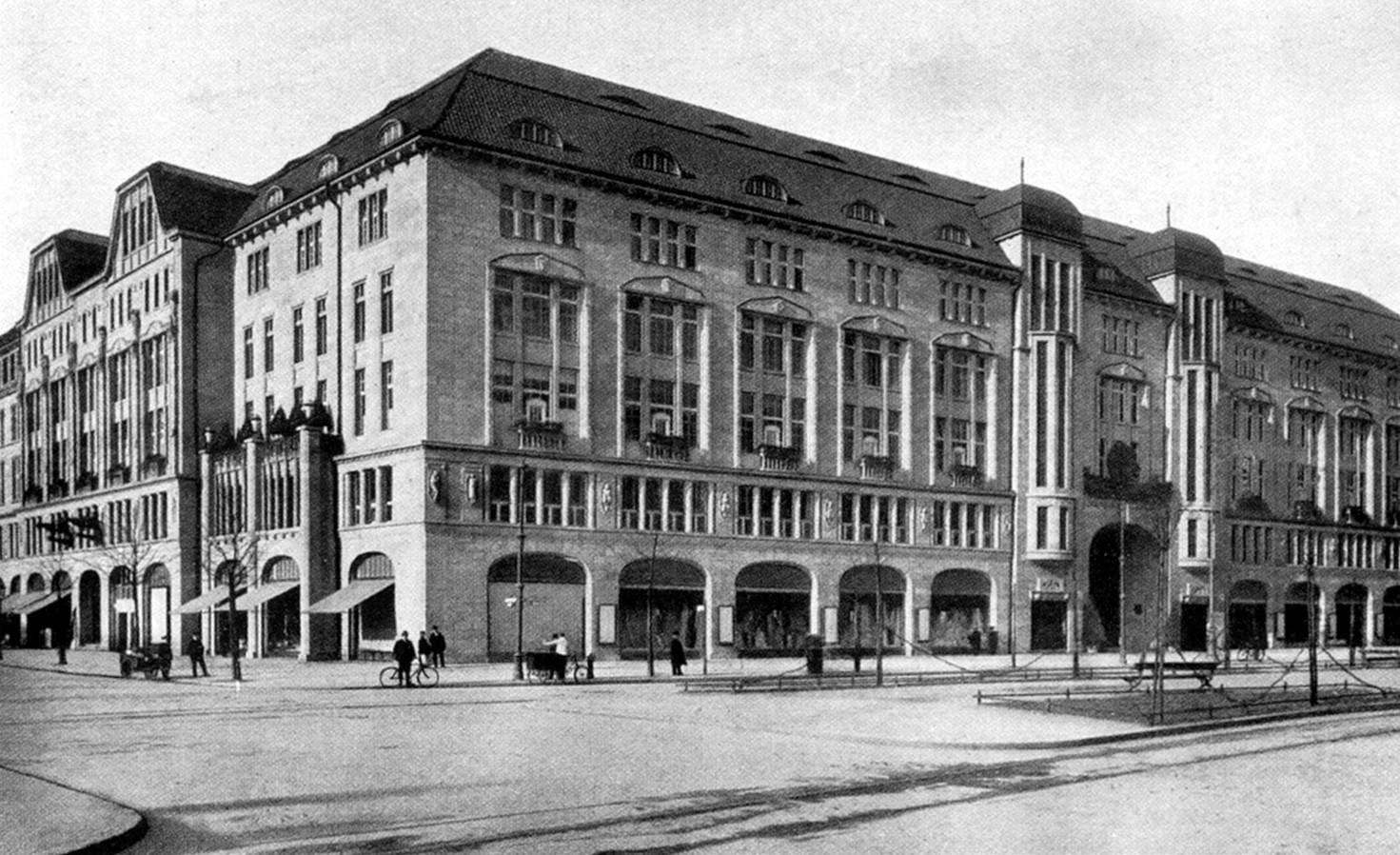
Blick auf die KaDeWe-Fassade, 1907

Der Kaufmann Adolf Jandorf hatte mit seinem Unternehmen A. Jandorf & Co. bis 1905 in Berlin sechs Warenhäuser für den einfachen Bedarf eröffnet. Wie seine Konkurrenten mit dem Wertheim Leipziger Straße (1894) oder dem Warenhaus Tietz (1900), ebenfalls an der Leipziger Straße, wollte auch er ein repräsentatives Angebot für die gehobenen Konsumwünsche der wilhelminischen Elite machen. Jandorfs siebte Filiale sollte nun „die verwöhnten Ansprüche der oberen Zehntausend, der obersten Eintausend, der allerobersten Fünfhundert“ befriedigen, wie die Wochenzeitschrift Roland von Berlin schrieb. Mit einer eigens dafür gegründeten gleichnamigen GmbH, an der sich sein Partnerunternehmen M.J. Emden Söhne (Hamburg) mit vier Prozent beteiligte, begann Jandorf 1905 unter dem Namen Kaufhaus des Westens mit den Planungen für das neue Haus. Die Bezeichnung Kaufhaus sollte sich vom gewöhnlichen Warenhaus und Engros-Lager absetzen. Die Abkürzung KaDeWe war von Anfang an gebräuchlich und orientierte sich nach Angaben einer Festschrift von 1932 an der damals in den USA üblich gewordenen Abkürzung von Firmennamen.
Der Begriff Westen bezog sich dabei auf die großen städtebaulichen Erweiterungen von Tiergarten, Charlottenburg und Wilmersdorf aus der Zeit nach der Gründung des Deutschen Kaiserreichs 1871, die inoffiziell unter der Bezeichnung Neuer Westen zusammengefasst wurden. Ein wichtiges Motiv für Jandorfs Standortwahl war neben der Anbindung an das Straßenbahnnetz die zusätzliche verkehrstechnische Erschließung des damals noch abgelegenen Gebiets am östlichen Rand Charlottenburgs durch den Bahnhof Wittenbergplatz. Dieser befindet sich unmittelbar neben dem KaDeWe und war eine Station auf der Stammstrecke der neuen Hoch- und Untergrundbahn, die bereits 1902 eröffnet worden war. Das KaDeWe lag in der damals noch selbstständigen Stadt Charlottenburg und nach der Bildung von Groß-Berlin im Jahr 1920 im gleichnamigen Stadtbezirk. Die Berliner Gebietsreform mit Wirkung zum 1. April 1938 hatte zahlreiche Begradigungen der Bezirksgrenzen sowie einige größere Gebietsänderungen zur Folge. So wurde auch das bis dahin zu Charlottenburg gehörende Areal um den Wittenbergplatz mit dem KaDeWe dem Stadtbezirk Schöneberg zugeschlagen, heute Bezirk Tempelhof-Schöneberg, Ortsteil Schöneberg.
Mit der Konzeption und Durchführung wurde der Architekt Johann Emil Schaudt beauftragt. Er entwarf ein fünfgeschossiges Gebäude aus Eisenbeton mit rund 24.000 Quadratmetern Verkaufsfläche in einem sachlichen neoklassizistischen Stil. Der Publizist Leo Colze definierte den Baustil als „modernisierte italienische Renaissance“. Die Fassade bestand aus fränkischem Muschelkalk aus Jandorfs Heimat. Binnen eines Jahres wurde das Gebäude fertiggestellt. Wegen einer baupolizeilichen Einschränkung wurde die Fassade horizontal wie bei einem Wohnhaus gegliedert, die durch zwei Mittelrisaliten unterbrochen wurde. Die Vorschrift zielte darauf ab, den Glanz von verglasten Fassaden wie beim Warenhaus Tietz in der Leipziger Straße zu verhindern, und war Teil einer von kleinen Einzelhändlern ausgehenden Kampagne gegen die neue Betriebsform Warenhaus. Auf eine bei Jandorfs Warenhäusern übliche Eckrundung des Gebäudes wurde verzichtet, zeitgenössische Beobachter schrieben von einem „ruhevollen Anblick einer schön gegliederten und trotz ihrer Größe recht behaglichen Hauptfront.“ Anstelle eines glasüberdachten Lichthofes über alle Etagen hinweg, der zum Standard großer französischer und deutscher Warenhäuser geworden war, entschied sich Schaudt zu einer zweigeschossigen Eingangshalle in der Mitte des Gebäudes (22 m × 23,5 m). Diese Bescheidung in Maß und Proportion wurde nach den vorangegangenen architektonischen Überbietungen der Berliner Warenhäuser von Architekturkritikern als wohltuend empfunden.
Vor der Eröffnung ließ Jandorf in den Tageszeitungen technisch erstmals möglich gewordene ganzseitige Bildinserate des Jugendstil-Grafikers August Hajduk schalten. Diese gänzlich neue Form der Werbung erregte damals großes Aufsehen und sorgte für das Tagesgespräch der Berliner. Bald darauf ahmten auch andere Berliner Warenhäuser diesen ansprechenden Anzeigenstil nach.

Historische Anzeigen
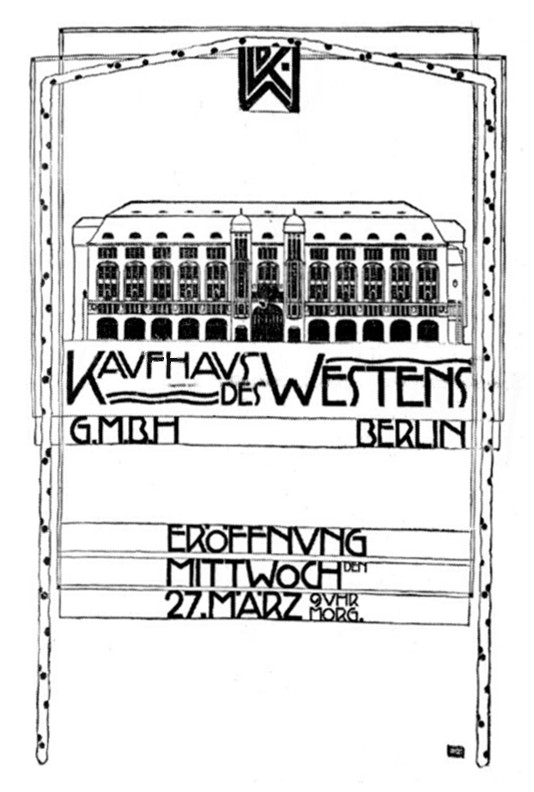
Zeitungsanzeige zur Eröffnung des KaDeWe am 27. März 1907
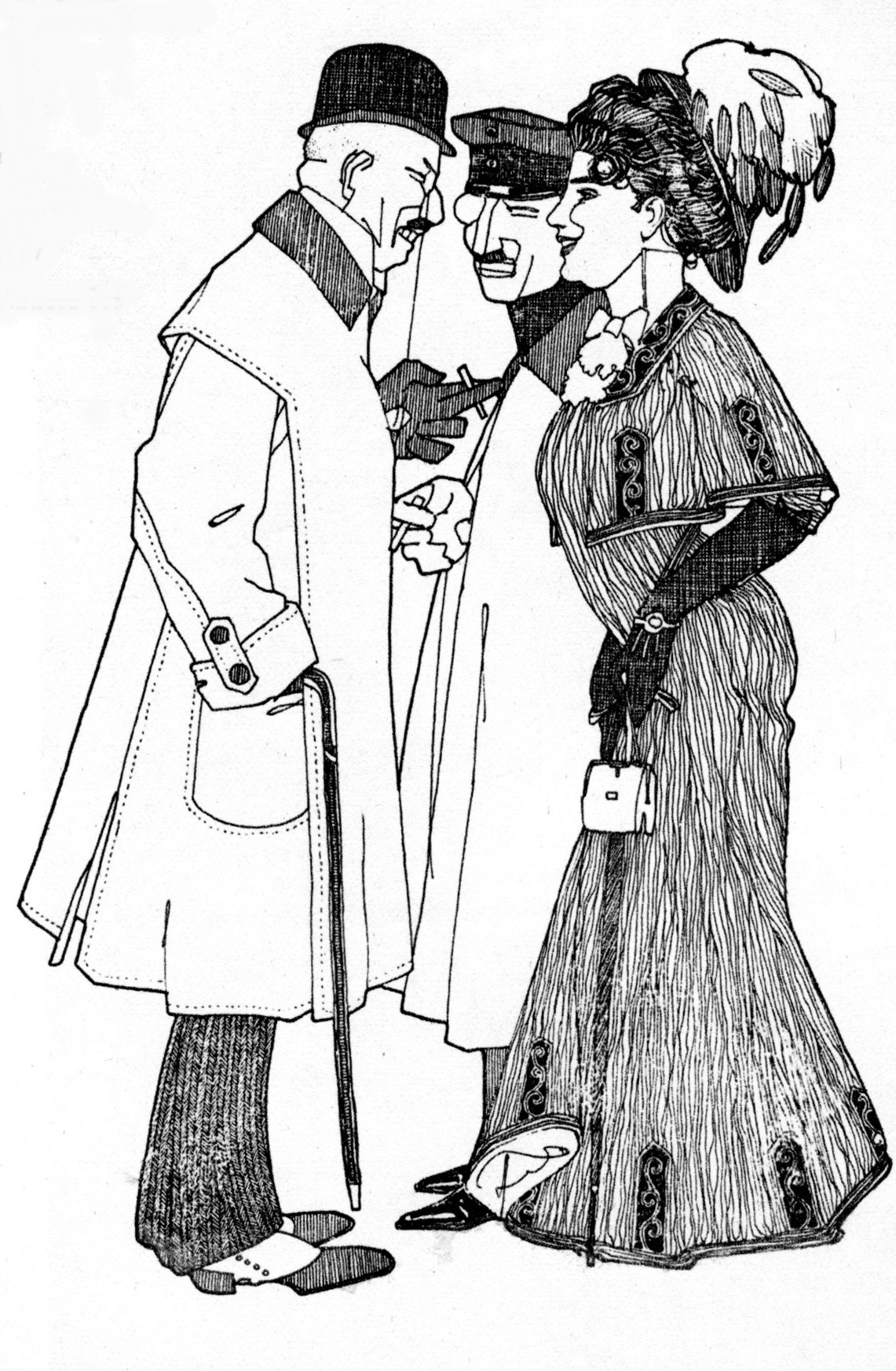
Anzeige für die Modeabteilung, 1910
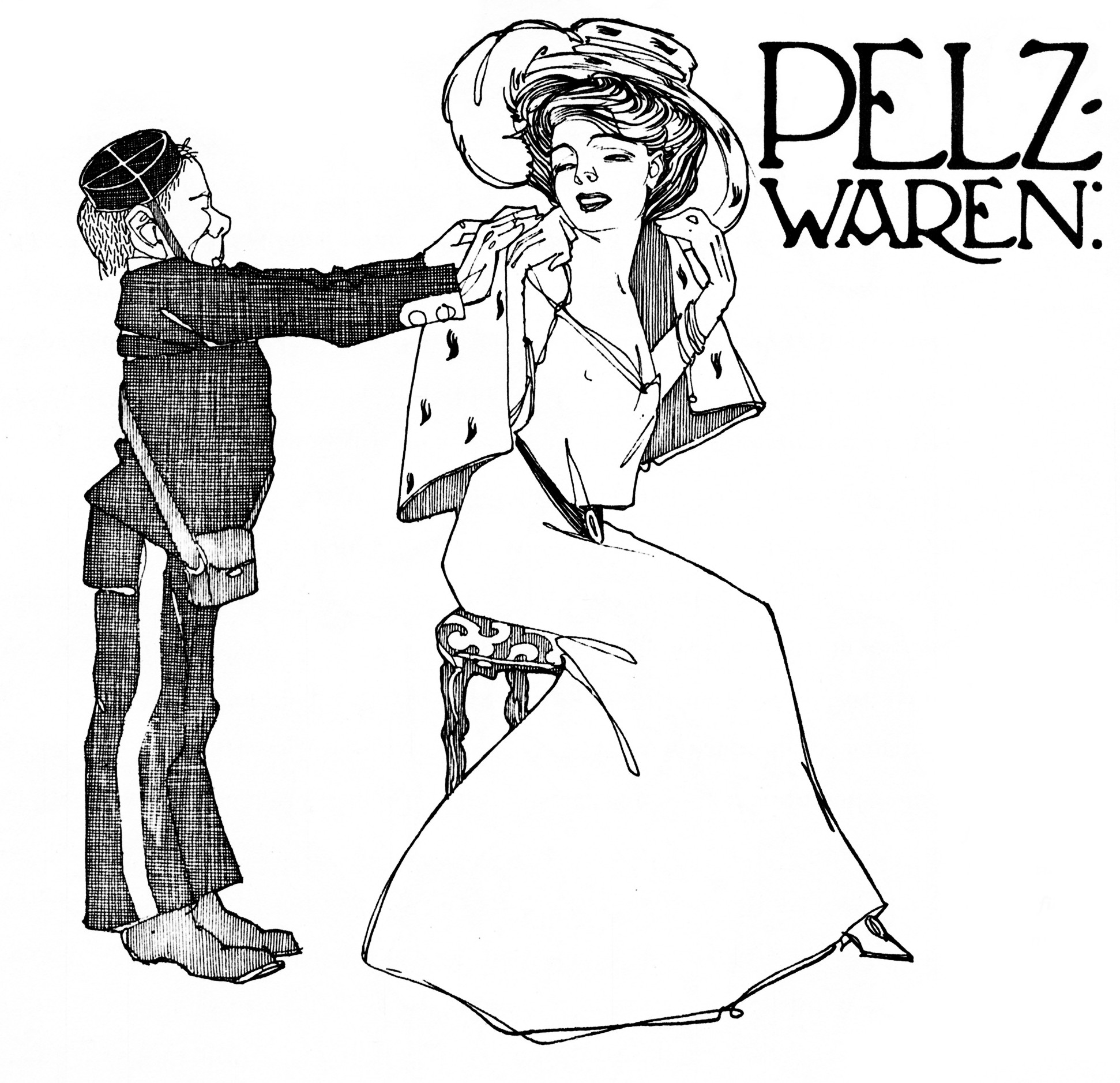
Anzeige für die Modeabteilung, 1910
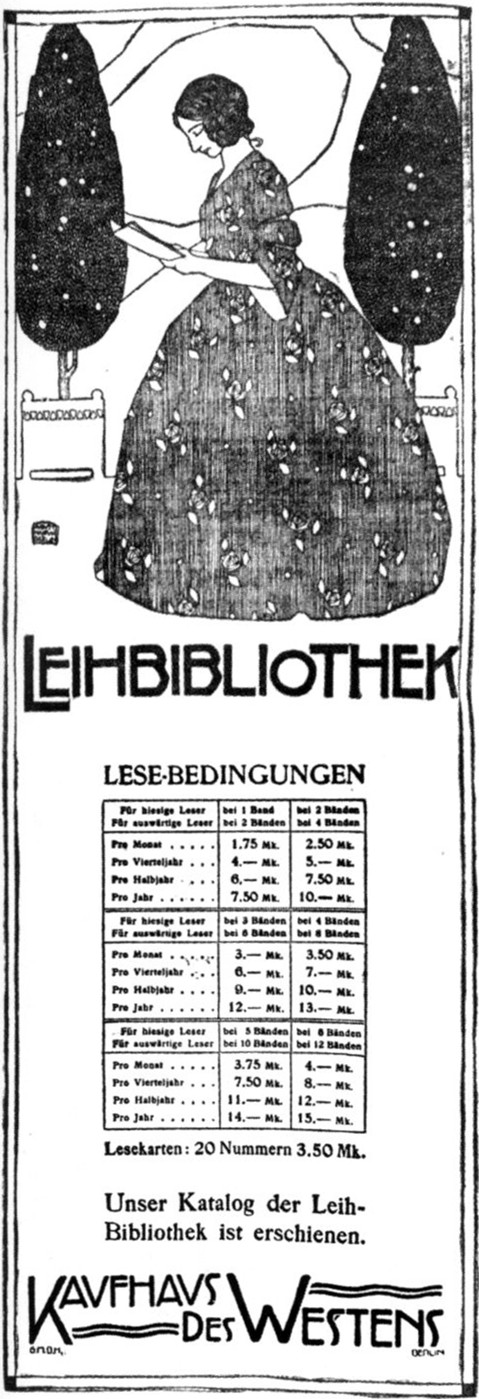
Anzeige für die Leihbibliothek, 1907

Am 27. März 1907 fand die Eröffnungsfeier des Kaufhaus des Westens statt. Für sein neues Warenhaus erhoffte sich Jandorf eine offizielle Aufwertung durch den Besuch eines hohen Repräsentanten des wilhelminischen Kaiserhauses wie etwa beim Kaufhaus Wertheim in der Leipziger Straße durch Wilhelm II. im Januar 1910. Der kaiserliche Besuch ließ auf sich warten, doch dafür machte im August 1907 ein zweitägiger Aufenthalt des siamesischen Königs Rama V. im KaDeWe den erwünschten Eindruck auf Adel und Bürgertum.

Historische Aufnahmen
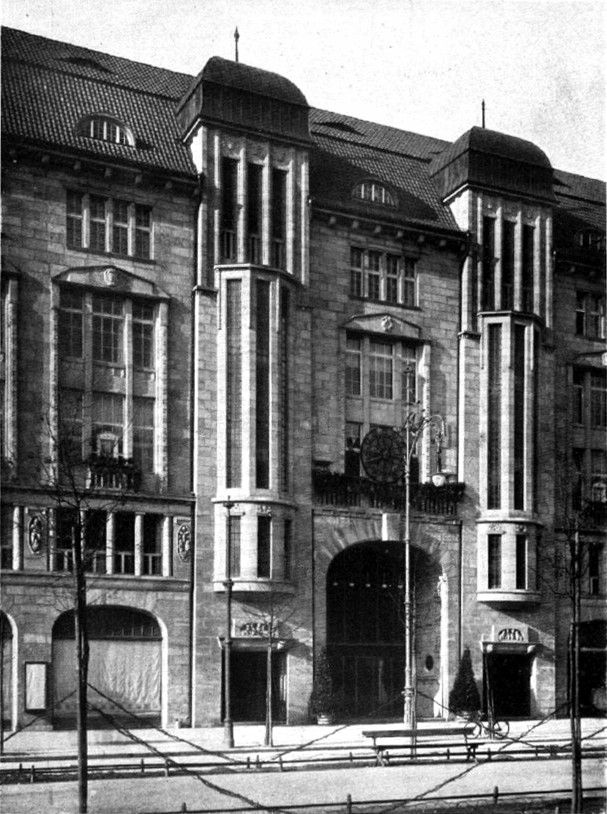
Mittel-Risalite, 1907
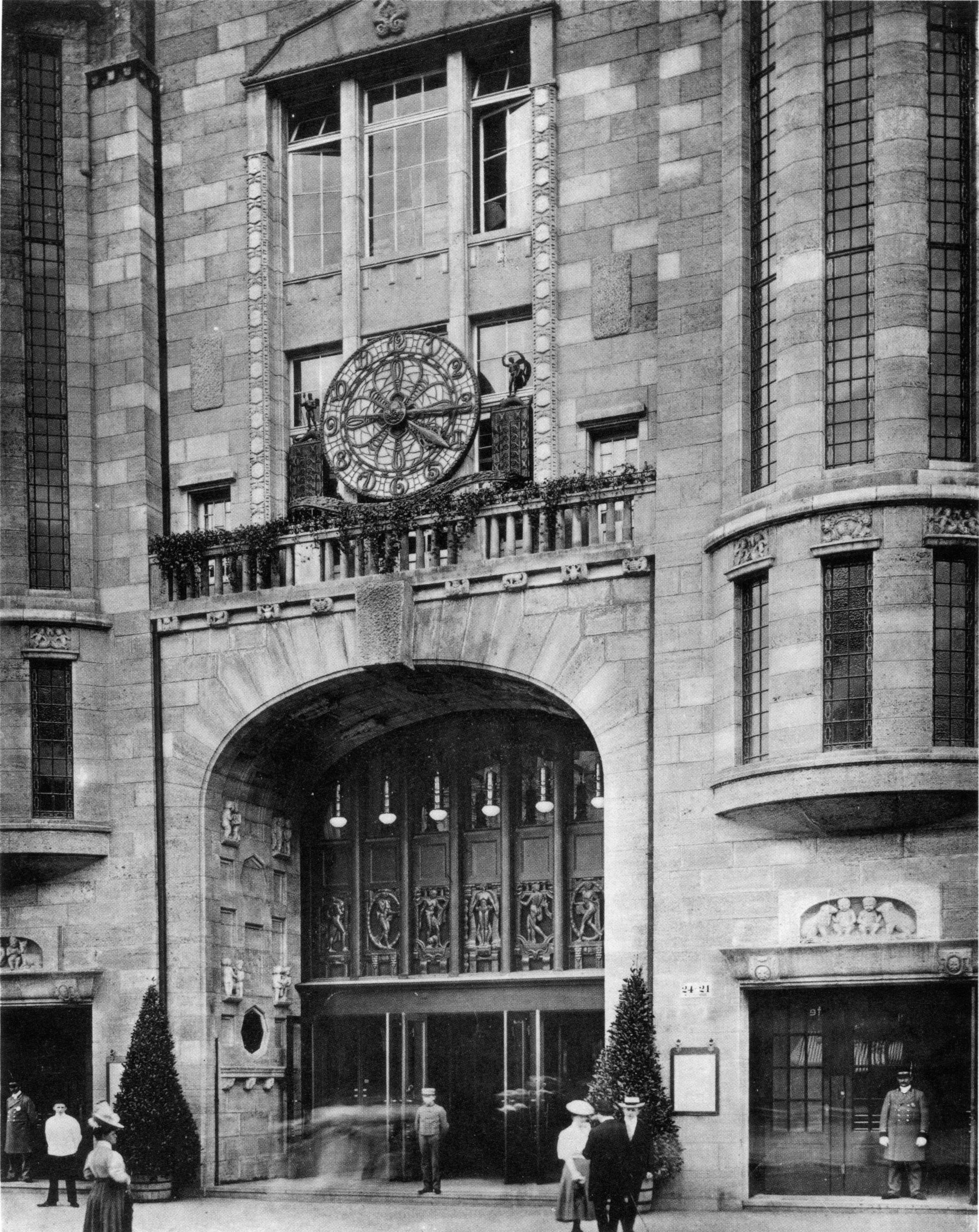
Haupteingang Tauentzienstraße, 1907
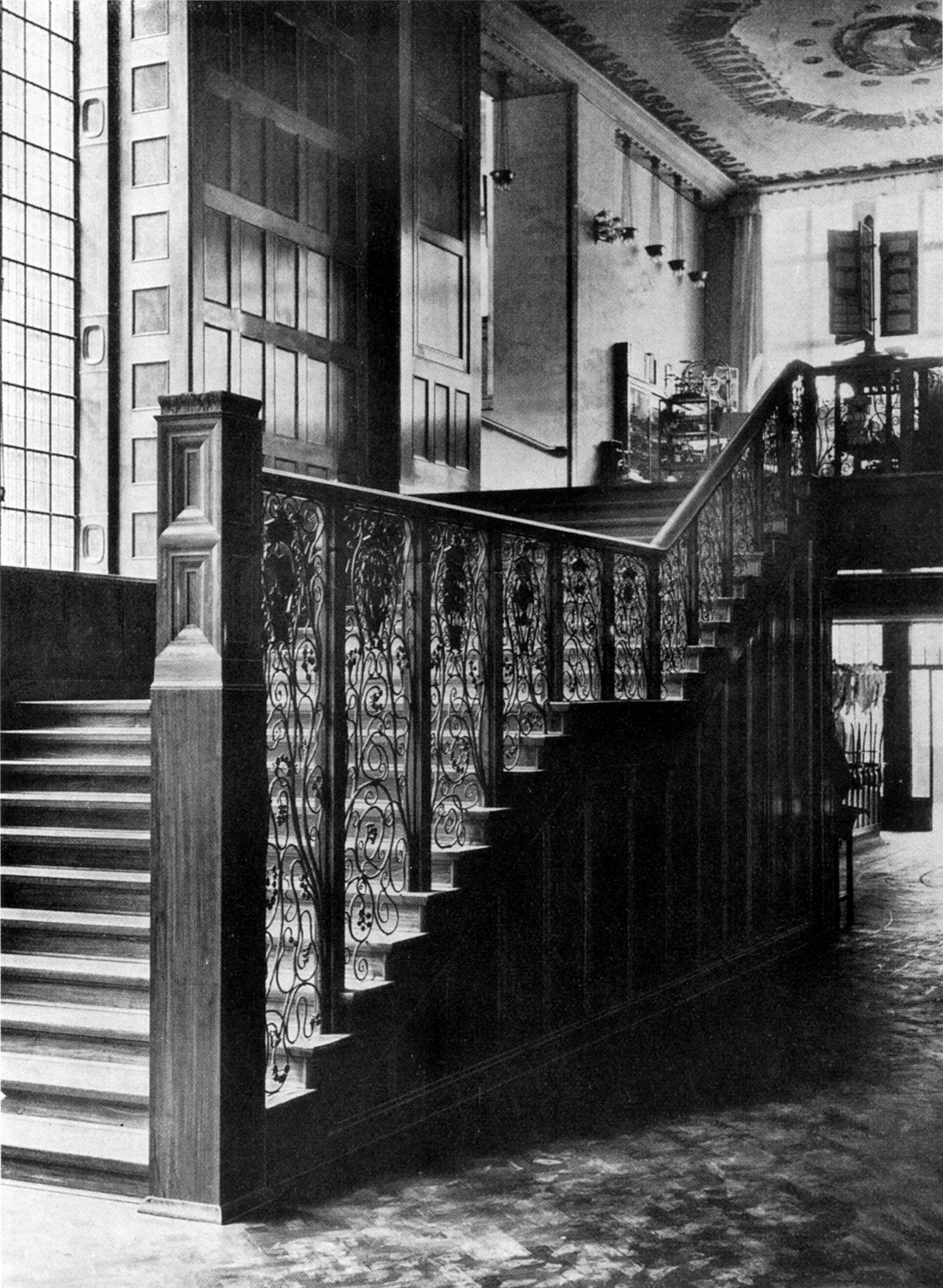
Eingangshalle, Treppe aus gelbfarbenem australischen Moaholz, 1907
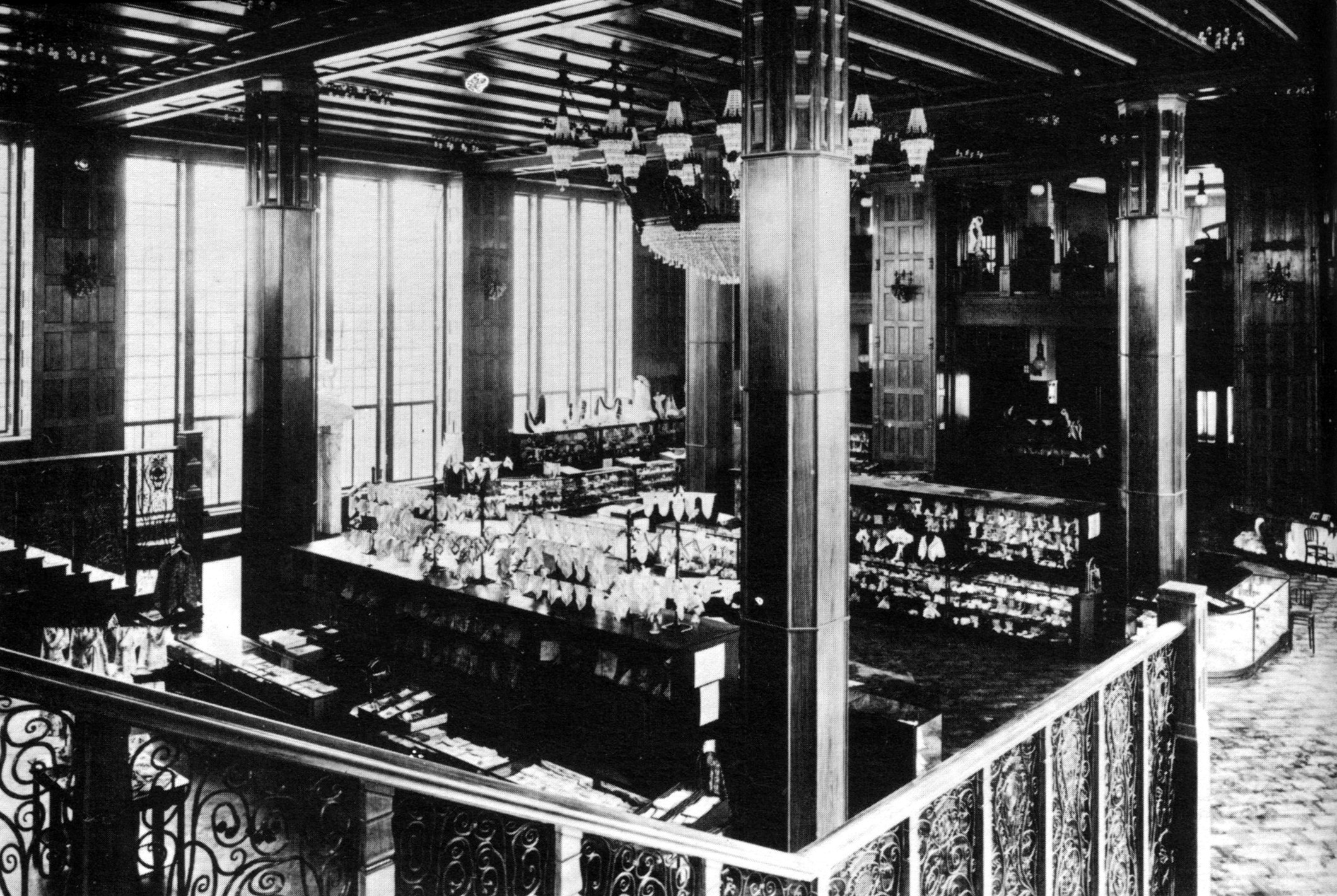
Kurzwaren-Abteilung, 1910
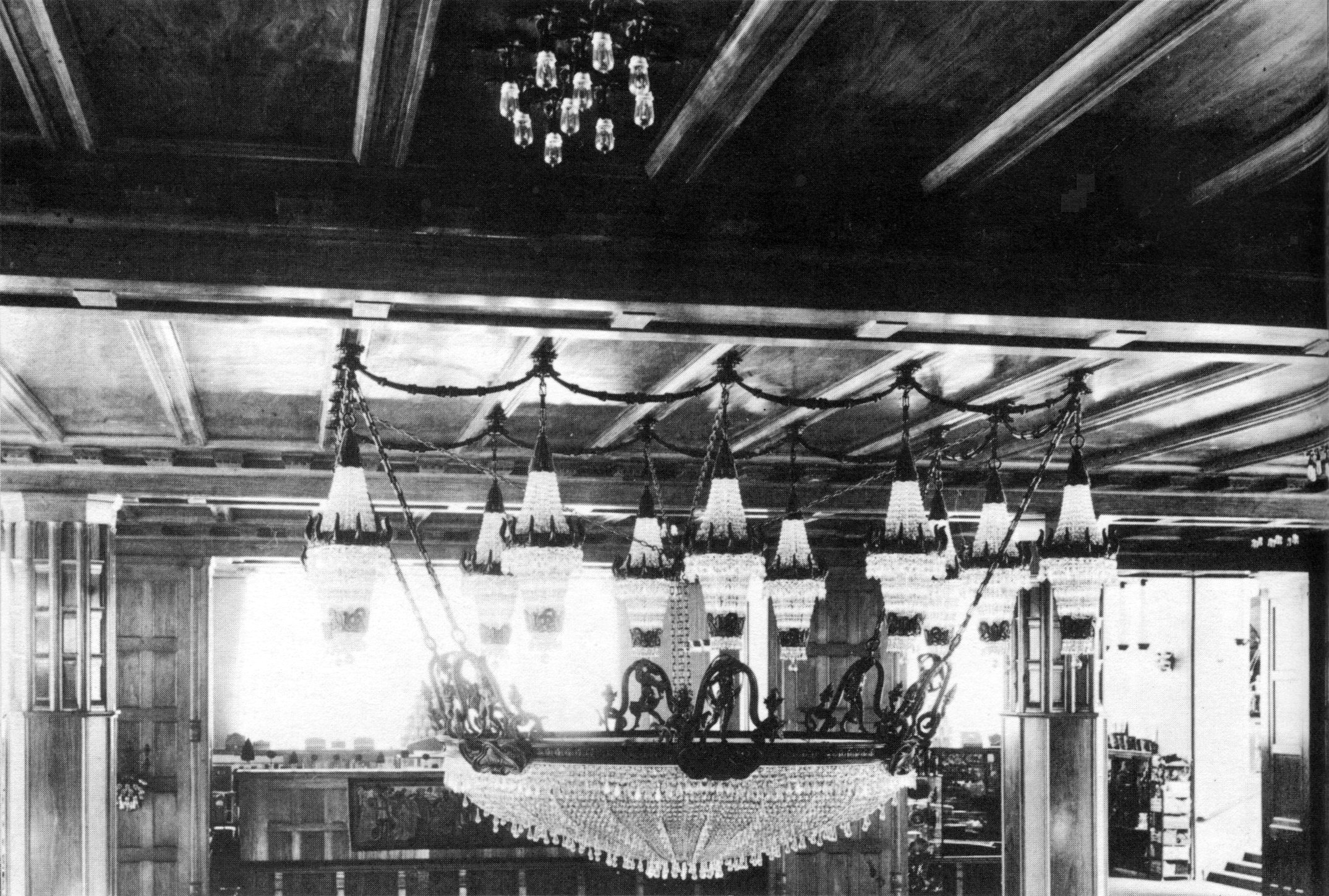
Lampenanlage über der Kurzwarenabteilung, 1910
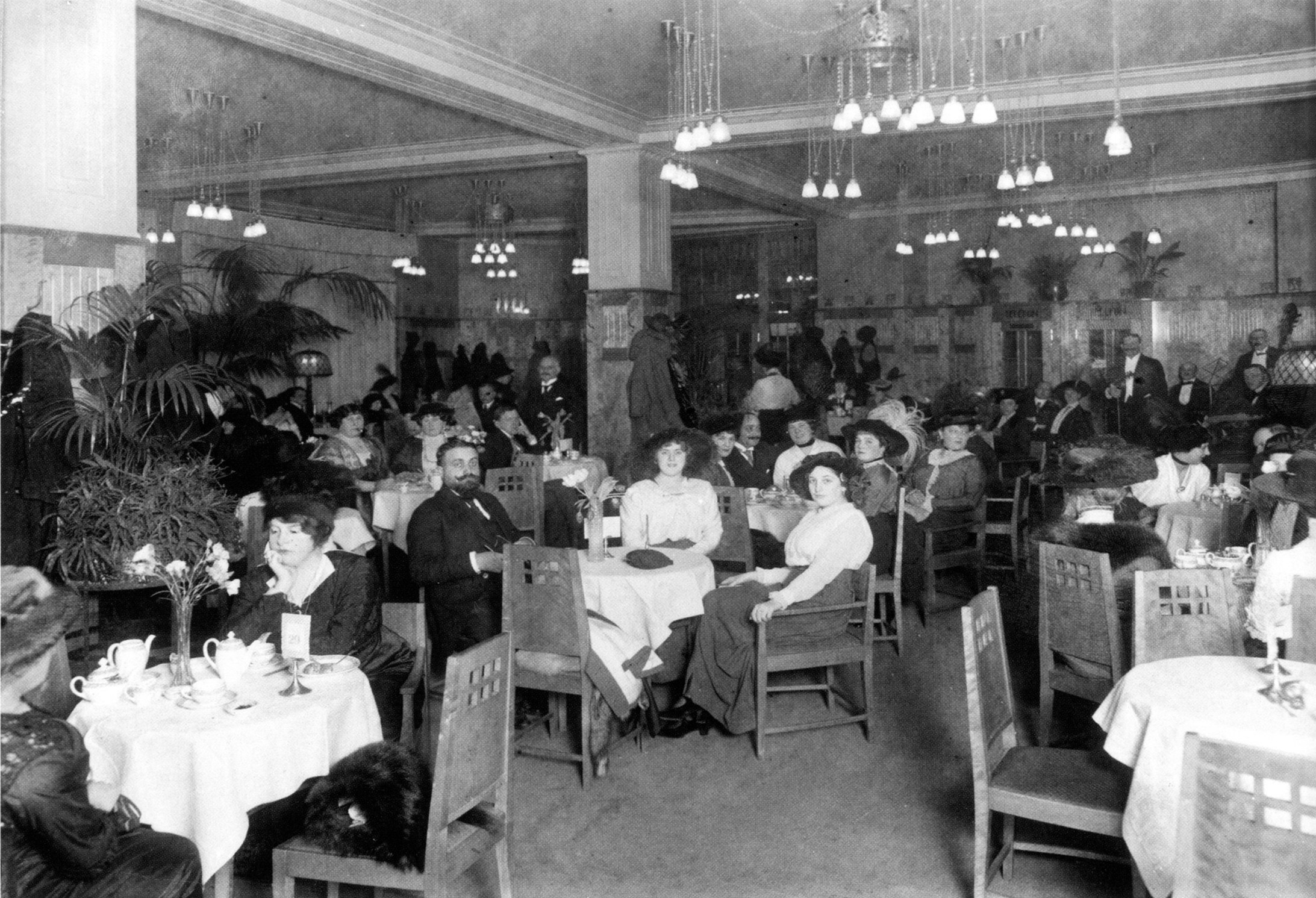
Teesalon im zweiten Stock, Täfelung mit schwedischem Birkenholz, mit Musikkapelle hinten rechts, 1907

Jandorf konzipierte sein Warenhaus nach dem Vorbild amerikanischer Warenhäuser, indem er viele kleine Fachgeschäfte in 120 Abteilungen unter einem Dach vereinte. Innenarchitekt Franz Habich, der zuvor das Münchner Kaufhaus Oberpollinger ausgestattet hatte, ließ die Eisenträger mit Naturstein ausbauen und mit hartem australischen Moaholz täfeln. Das Interieur wurde als „gediegen“ und „modern“ empfunden, aber nicht überladen gestaltet und mit moderner Technik ausgerüstet. Ein Rohrpostsystem aus britischer Fertigung verband 150 Zahlstellen im Haus mit der Zentralkasse. Aufgrund der hohen Reparaturanfälligkeit dieses Fabrikats wurde die Anlage mit 18 Kilometern Rohrleitungen schon nach wenigen Jahren durch Registrierkassen ersetzt. Anstatt der verbreiteten Gasbeleuchtung gab es Kohlefadenlampen für elektrisches Licht. Zusätzliche Kundendienstleistungen wie dreizehn Personenaufzüge, jeweils ein Frisiersalon für Damen und Herren, Wechselstube, Bankfiliale der Deutschen Bank, Leihbibliothek, Fotoatelier und ein Teesalon erhöhten die Attraktivität. Diese Vielfalt an Dienstleistungen boten auch andere gehobene Warenhäuser an wie etwa das Berliner Kaufhaus Wertheim Leipziger Straße (Friseur, Leihbibliothek, Bank, Postamt). Die halbrund vorkragenden Risalite beiderseits des Haupteingangs enthielten Treppenräume, über dem Eingang platzierte Schaudt einen kleinen Balkon, über dem wiederum eine Uhr aus Bronze mit einem Zifferblatt von drei Metern Durchmesser hing. Zu einer bestimmten Uhrzeit öffneten sich zwei Tore beiderseits der Uhr. Daraufhin wurde das Uhrwerk von einer bronzenen Hansekogge mit vollen Segeln umrundet, dem Wahrzeichen des KaDeWe, gleich den Figurenspielen an den Uhren der Kathedralen und alten Rathäuser. Die holzgetäfelte und kassettierte Eingangshalle wurde von zwei seitlichen Marmorportalen des Bildhauers Georg Wrba zu den Lichtschächten bzw. Innenhöfen hin flankiert. In beiden Höfen waren kleine Gärten mit Springbrunnen für die Kunden angelegt, die nach Ruhe und Muße suchten.

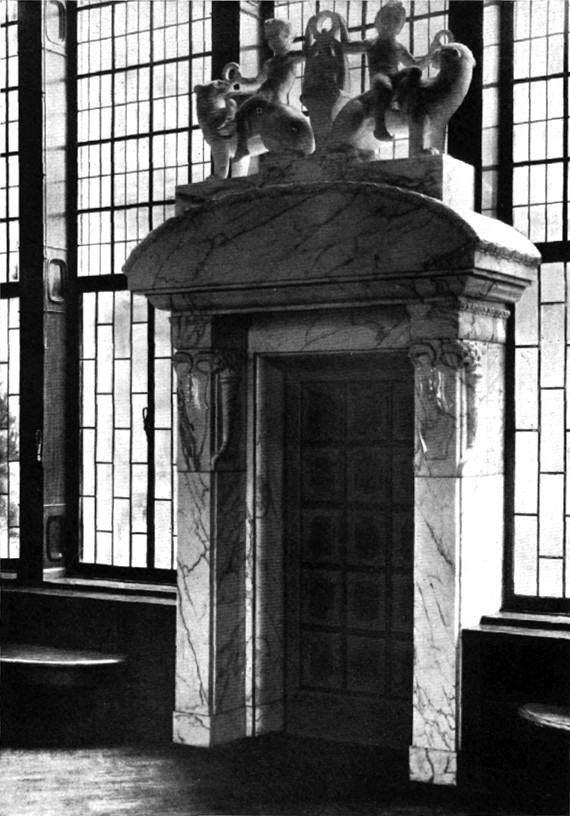
Marmorportal in der Eingangshalle von Georg Wrba mit Zugang zum Garten, 1907
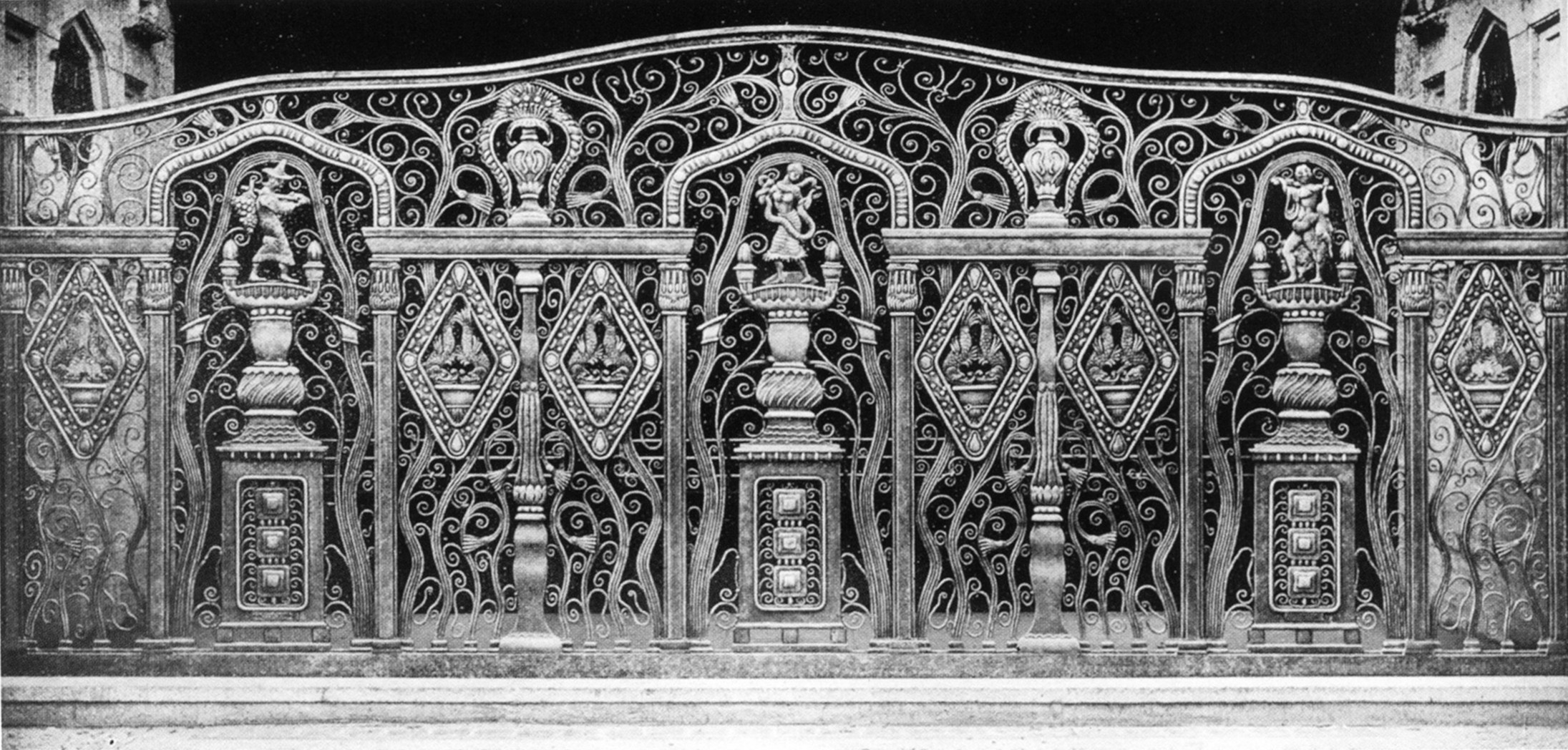
Gitter am Haupteingang, geschmiedet von der Firma Schulz & Holdefleiss
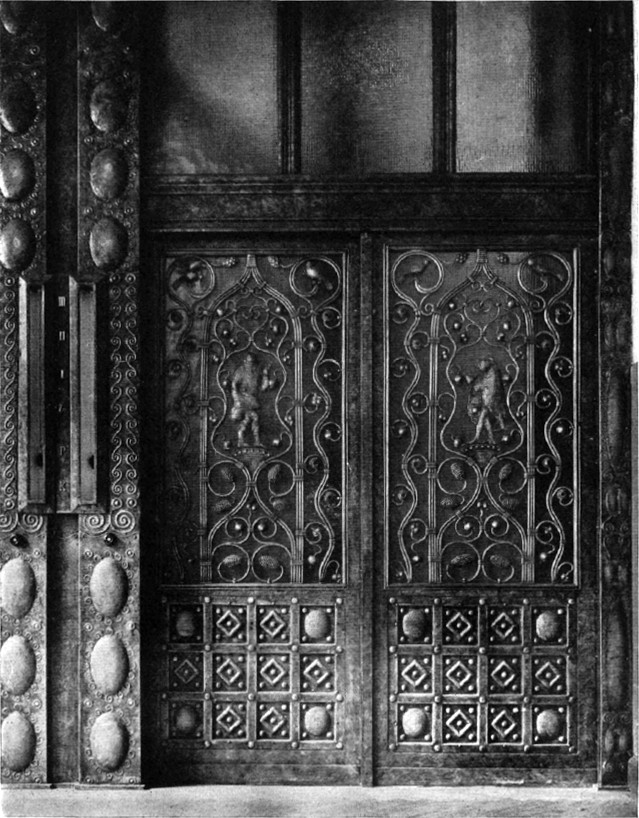
Fahrstuhl-Tür im Erdgeschoss, 1907

Schon bald wurde das Warenhaus durch sein modernes und exquisites Angebot an Waren und Dienstleistungen zu einer der beliebtesten Kaufadressen Berlins. Die Tauentzienstraße wandelte sich von einer reinen Wohnstraße zu einem Einkaufsboulevard, immer mehr Ladengeschäfte mieteten sich im Erdgeschoss der Wohnhäuser ein. Zugleich wurde das Gebiet um die Kaiser-Wilhelm-Gedächtniskirche international interessant: „Hier weht Weltstadtluft. Zahlreiche Amerikaner, Engländer, Franzosen, Italiener, ja selbst Asiaten, haben sich hier niedergelassen und bevölkern die eleganten Boardinghouses und Pensionen. Theater werden gebaut. Alle Plätze bekommen Merkmale, die Ecksteine des Aufblühens ihrer Umgebung sind.“ Derselbe Prozess vom gehobenen Wohnviertel zum Dienstleistungszentrum vollzog sich in der Leipziger Straße und ab 1929 nach dem Neubau des Warenhauses Karstadt am Hermannplatz. Mit dem Aufstieg des Neuen Westens, vor allem von Kleist-, Tauentzienstraße und Teilen des Kurfürstendamms, zu einem neuen Geschäftsschwerpunkt ging die anfängliche Bedeutung der Potsdamer Straße und ihrer Querstraßen zurück. Der Kunsthistoriker Max Osborn äußerte über den Strukturwandel des Bezirks:

„Hier haben wir ein Beispiel über die umstürzlerische Wirkung, die der Neubau eines Warenhauses nach sich ziehen kann. Einmal die gebieterische Veränderung des städtischen Verkehrslebens. Denn erst von dem Augenblicke an, als das KaDeWe stand, begann der märchenhafte Aufschwung des Bezirks um die Kaiser-Wilhelm-Gedächtniskirche. Die Folgen seiner Eröffnung sind kaum zu beschreiben und noch immer, nach zwanzig Jahren, nicht zu ermessen. Eine neue, moderne Verkehrsgegend, ein neues, modernes Stadtbild war geboren, das inzwischen zu Weltruhm aufgestiegen ist. Die gesamte weitere Entwicklung der Tauentzienstraße, deren Name schon vor dem Kriege zu einem Symbol wurde – denn ihren Charakter als neumodische Spazier-, Bummel- und Flirtstraße konnte sie eben nur annehmen, weil sie eine ‚Shop[p]ing‘-Straße geworden –, die gesamte neuere Entwicklung des Kurfürstendamms, die heute noch kräftig in Fluß ist, ohne daß wir sagen können, wohin die Entwicklung sie noch führen wird, hat in jener mutigen Gründung eines einzelnen Kaufhauses ihre Wurzeln.“

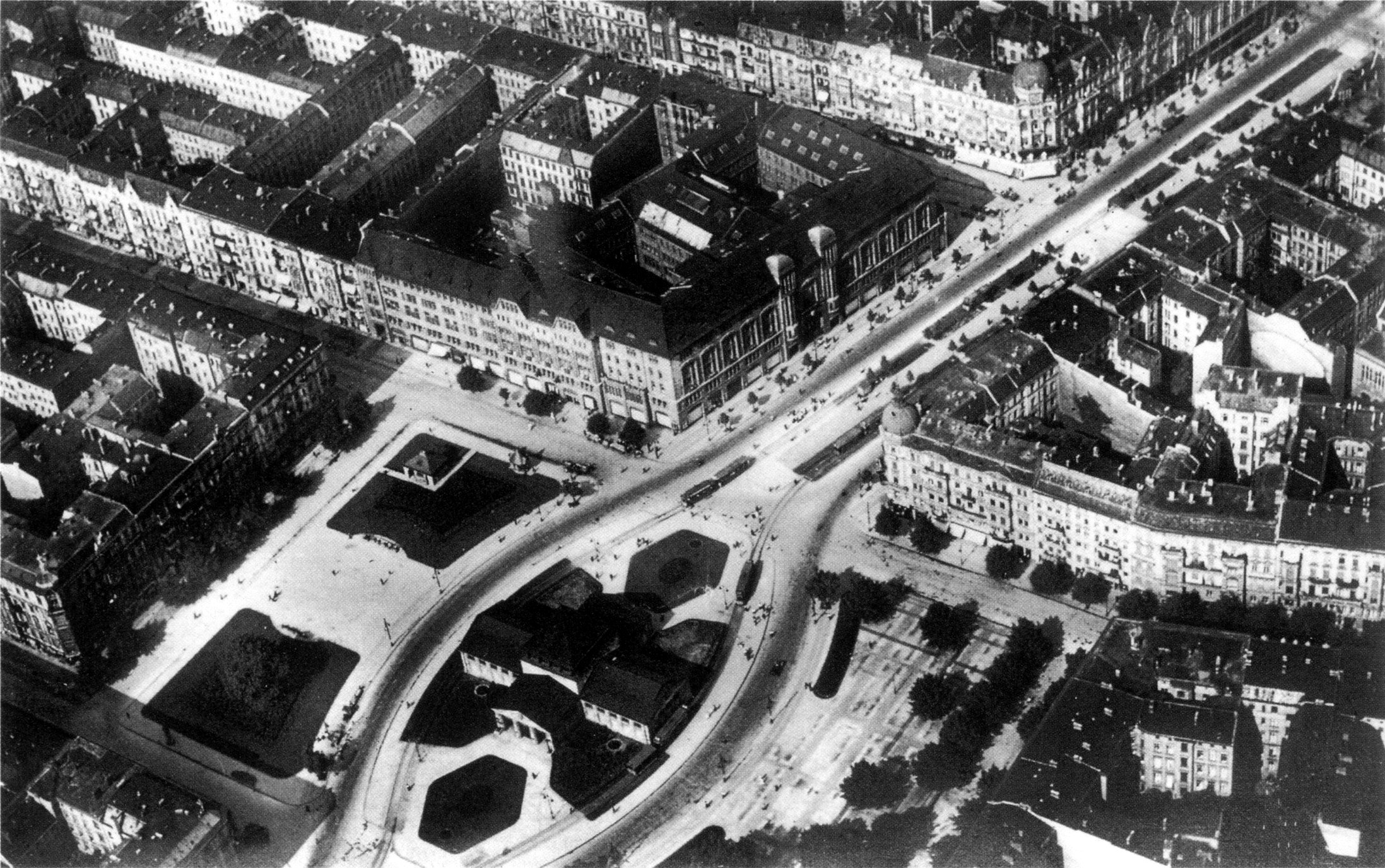
Luftbild Wittenbergplatz mit KaDeWe (obere Bildmitte), 1920

Nachdem Hermann Tietz 1901 die Weißen Wochen, den Vorläufern der Sommer- und Winterschlussverkäufe, in seinem luxuriösen Kaufhaus Tietz am Berliner Alexanderplatz eingeführt hatte, um nach dem Weihnachtsgeschäft im Februar wieder Kunden in die Warenhäuser zu bringen, stieß auch beim KaDeWe die Einführung von preisreduzierten Weißwaren auf großen Zuspruch. Das gesamte Warenhaus wurde in hellen und weißen Tönen geschmückt, ebenso war das Warensortiment vorwiegend in Weiß gehalten. Zugleich kam das neue Werbemittel der nächtlichen Beleuchtung mit Glühbirnenketten beim KaDeWe zur Geltung, das auf Initiative seines Sohnes Harry Jandorf zurückgeht, der dies bei einem Aufenthalt in den USA kennengelernt hatte.

Kadewe-Signet ab 1927 als Dachreklamen-Leuchtröhre

Jandorf verkaufte am 2. Dezember 1926 sein Unternehmen an seinen Konkurrenten, und ab 1927 gehörte die Firma A. Jandorf & Co. mit dem KaDeWe zum Warenhauskonzern Hermann Tietz OHG. Der Name des Warenhauses blieb erhalten.
Von 1929 bis 1930 erfolgten Um- und Erweiterungsbauten mit zwei neuen Vollgeschossen und zwei Dachgeschossen nach den Plänen der Architekten Schaudt, Harald Ströming sowie Ernsting & Partner. Während des Umbaues wurde das Haus nicht geschlossen und der Verkauf lief weiter. Das bisherige Walmdach wurde durch ein Mansarddach ersetzt. Eine Neuheit war der Einbau einer Dachgartenterrasse, auf der im Stil von Hochsee-Passagierschiffen Liegestühle zur Entspannung bereitgestellt wurden. Die Aufzüge wurden mit leistungsfähigeren Fahrstühlen erneuert und von ursprünglich neunzehn Kabinen auf siebzehn Personen- und elf Lastenaufzügen erweitert. Mit dem Erweiterungsbau ab 1929 ließ Tietz die bis heute maßstabsetzende Feinkostabteilung mit Entlüftungsapparaturen einrichten. 1932 umfasste die Leihbibliothek des KaDeWe 60.000 Titel.

### Nationalsozialismus: Enteignung von Tietz und Beschädigungen
Wegen der Weltwirtschaftskrise ab 1929 geriet auch das jüdische Handelsunternehmen Hermann Tietz OHG in Liquiditätsengpässe. Trotz einer informellen Zusage zu Beginn des Jahres 1933 wurde nach der Machtübergabe an Hitler im Februar 1933 ein Kredit in Höhe von 14,5 Millionen Reichsmark (kaufkraftbereinigt in heutiger Währung: rund 78 Millionen Euro) von der Akzept- und Garantiebank (kurz: Akzeptbank) zurückgehalten. Diese Akzeptbank war am 28. Juli 1931 gegründet worden, um als Schaltstelle zwischen den privaten Banken und der Reichsbank Liquiditätsengpässe bei den Banken zu überwinden. In Abstimmung mit dem Reichswirtschaftsministerium luden die Gläubigerbanken im März 1933 die drei Gesellschafter und Geschäftsführer des Tietz-Konzerns vor. Hugo Zwillenberg sowie dessen Schwäger Georg und Martin Tietz wurden mit einem angeblichen Entschuldungsplan konfrontiert, der auf eine „kalte“ Enteignung hinauslief („Arisierung“). Man traf sich im Hotel Adlon und nahm ihnen die Pässe ab, um den Verkaufsdruck zu Bedingungen der Banken zu erhöhen und um ihre Ausreise zu verhindern. Nur unter der Bedingung, dass eine „arische“ Geschäftsführung eingesetzt würde, erklärten sich die Verantwortlichen jetzt noch bereit, den Kredit an die Tietz-Gruppe zu vergeben.

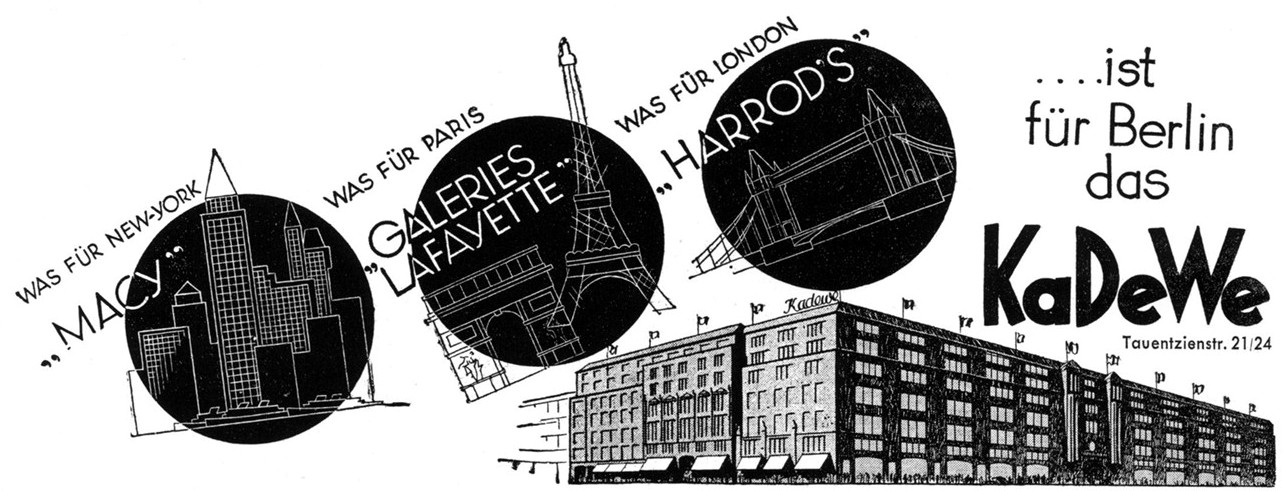
Inserat zu den Olympischen Spielen 1936

Wegen des landesweit organisierten Judenboykotts des NS-Regimes gegen jüdische Warenhäuser, Arztpraxen und Anwaltskanzleien blieb auch das KaDeWe am 1. April 1933 geschlossen. Bis zum Sommer 1933 wurden fünfhundert „nicht-arische“ Mitarbeiter entlassen. Zunächst sah es nach einer Zerschlagung des Tietz-Konzerns aus. Denn das Parteiprogramm der NSDAP forderte die Kommunalisierung von Warenhäusern oder ihre Auflösung und bediente damit das Schutzbedürfnis der Kleinhändler vor finanzstarker Konkurrenz. Hitler wollte notleidende Warenhäuser daher nicht mit Krediten retten lassen. Wirtschaftsminister Kurt Schmitt konnte ihn im Juli 1933 von dieser Ansicht abbringen, da zu viele mittelständische Warenlieferanten davon abhingen. Die Banken, an führender Stelle die seit 1932 staatlich beherrschte Dresdner Bank und die Deutsche Bank und Disconto-Gesellschaft, wollten dagegen bei der Hermann Tietz OHG einen möglichst „reibungslosen“ Übergang zu neuen Eigentümern und Geschäftsführern, um ihre Kredite nicht zu gefährden. Weder war die NS-propagierte Kommunalisierung aller Warenhäuser erwünscht noch eine Liquidation des Konzerns durch einen Verlust bringenden Verkauf der Filialen, Grundstücke und der 38 Tochter-Firmen.
Nach dieser politischen Grundsatzentscheidung wurde der Hermann Tietz OHG am 29. Juli 1933 ein sogenannter Auseinandersetzungsvertrag aufgezwungen, eine Vermögensaufteilung nach dem Erbrecht, der einen sofortigen Austritt von Hugo Zwillenberg vorsah. An seine Stelle trat die neugegründete Hertie Kaufhaus-Beteiligungs-Gesellschaft m.b.H. (kurz: Hertie GmbH) ohne Vermögenseinlage ein, jedoch mit mehrheitlichem Stimmanteil. Zugleich stieg auf Wunsch der Banken der Leiter des zentralen Textileinkaufs bei Hermann Tietz OHG, Georg Karg, mit 50.000 Reichsmark Einlage ein und bot mit dem Juristen Trabart von und zu der Tann sowie Wilhelm Hermsdorf das erwünschte „arische[.] Übergewicht[.] in der Geschäftsleitung“. Die Söhne von Oscar Tietz, Georg und Martin Tietz wurden als die übrigen persönlich haftenden Gesellschafter von den Banken, der NSDAP-Führung und dem Reichswirtschaftsministerium nur noch deshalb geduldet, um die Ermittlungen über eventuelle Auslandsvermögen abzuwarten und um sie „möglichst lange in der Haftung zu belassen“, […] denn „sonst würden die Banken Träger des Geschäfts“.
Mit der Androhung von Kreditkündigungen zwangen die Banken Georg und Martin Tietz zur Aufgabe. Am 18. August 1934 wurde das Ausscheiden aller Gesellschafter und die Übernahme der Hermann Tietz OHG durch die Hertie GmbH vertraglich abgeschlossen. Ein weiterer Auseinandersetzungsvertrag sah vor, dass für ein systematisch unterbewertetes Gesamtvermögen der Hermann Tietz OHG in Höhe von 21 Millionen Reichsmark nur 1,5 Millionen Reichsmark an die Familie Tietz erstattet wurden. Zugleich wandelten die Banken ihre Forderungen in Gesellschaftsanteile der neuen Firma um. Ladwig-Winters resümiert diesen „reibungslosen Besitzwechsel“ als eine „außergewöhnliche Erscheinung“, da „Banken, Parteidienststellen, Reichwirtschaftsministerium selten einmütig und unbürokratisch vorgegangen“ seien.
Georg Karg kaufte die Anteile der Banken an der Hertie GmbH später in zwei Raten, 1936 gegen Zahlung von 2,5 Millionen Reichsmark zum Teil auf Kredit und im Juni 1940 weitere 50 Prozent. Zugleich übernahm Karg die Schulden der Hertie GmbH in Höhe von 129 Millionen Reichsmark. Trotz dieser Verbindlichkeiten schätzt Ladwig-Winters den Tietz-Konzern damals nicht als ein „Konkursunternehmen“ ein, sondern als „wirtschaftlich äußerst belastbar“. Mit der Wortmarke Hertie aus den Anfangsbuchstaben des Namensgebers Hermann Tietz war der Konzern eines der wenigen Warenhausunternehmen, dessen Name nach der „Arisierung“ noch erkennbar blieb.
Im Zweiten Weltkrieg war Berlin Ziel zahlreicher alliierter Luftangriffe. Am 23. November 1943 stürzte ein Bomber der United States Army Air Forces in das Dachgeschoss des KaDeWe, wodurch es weitgehend ausbrannte. Auch das hauseigene Archiv wurde zerstört. Nur wenige der wertvollen Einrichtungsgegenstände blieben erhalten.

### West-Berlin: Wiederaufbau und Erweiterungen

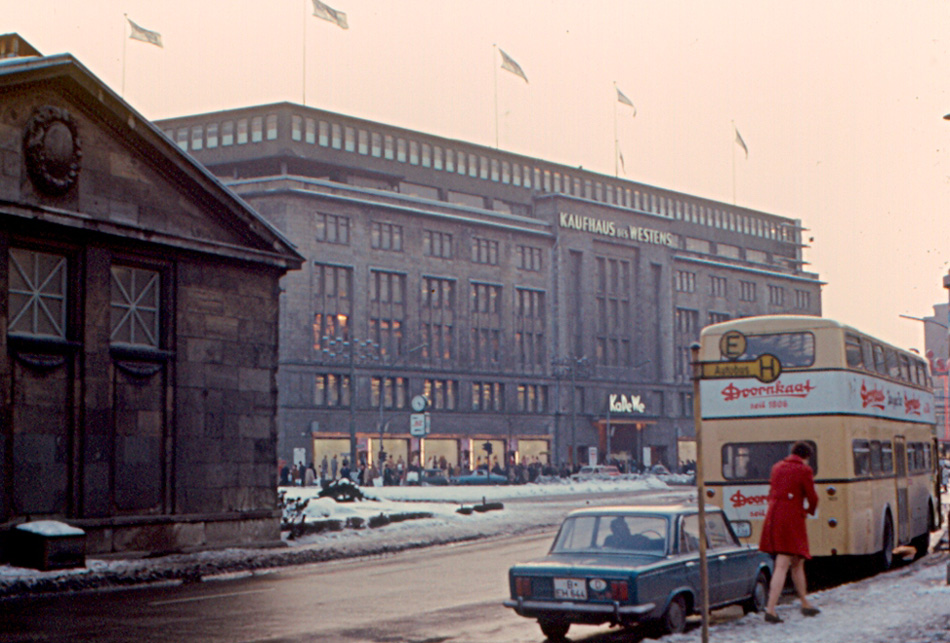
KaDeWe mit Flachdach, 1970

Bis zur Wiedereröffnung nach dem Kriegsende fand ein Notverkauf im Femina-Tanzpalast in der Nürnberger Straße statt. Karg entschädigte 1949 in einem Vergleich die Tietz-Erben mit den Filialen in München, Stuttgart und Karlsruhe, die sie gegen Zahlung einer Umsatzmiete weiterhin dem Hertie-Konzern unterstellten. Später verkauften sie diese Häuser wieder an Karg zurück.
Im Jahr 1950 wurden die ersten beiden Etagen „in Anlehnung an alte Pläne, aber erheblich vereinfacht“ unter der Leitung des Frankfurter Architekten Hans Soll wieder aufgebaut. Ein ERP-Kredit in Höhe von 1,8 Millionen Mark finanzierte den Aufbau. Am Eröffnungstag, dem 3. Juli 1950, begehrten 180.000 Besucher Einlass, am häufigsten wurden Fett und Würstchen gekauft. Während der Nachkriegszeit deckte das Warenhaus vor allem den Grundversorgungsbedarf. 1956 war der Wiederaufbau abgeschlossen und das Haus mit zwei kleinen Hallen versehen. Östlich vom Wittenbergplatz erbaute Soll von 1955/1956 die achtgeschossige Hertie-Zentrale mit zwei Verkaufsetagen, in denen vorübergehend die Möbelabteilung untergebracht worden war. Wegen des Baus der Berliner Mauer und der plötzlichen Abschließung West-Berlins von seinem Umland am 13. August 1961 konnten mehrere hundert Verkäuferinnen aus der DDR nicht mehr im KaDeWe arbeiten. Nach den Kunden aus der DDR fielen auch viele wohlhabende Familien aus Dahlem und Zehlendorf als Kunden aus, als diese von Berlin wegzogen. Die Bonner Regierung unterstützte die Enklave West-Berlin mit finanziellen Hilfen (Berlinzulage), Steuervergünstigungen und Subventionen, sodass damit ein Bauboom in Gang gesetzt werden konnte. Nahe dem KaDeWe wurde das 86 Meter hohe Europa-Center errichtet, auf dessen Dach seit 1965 ein sich drehender Mercedes-Stern als Symbol des freien und wohlhabenden Westens leuchtet.

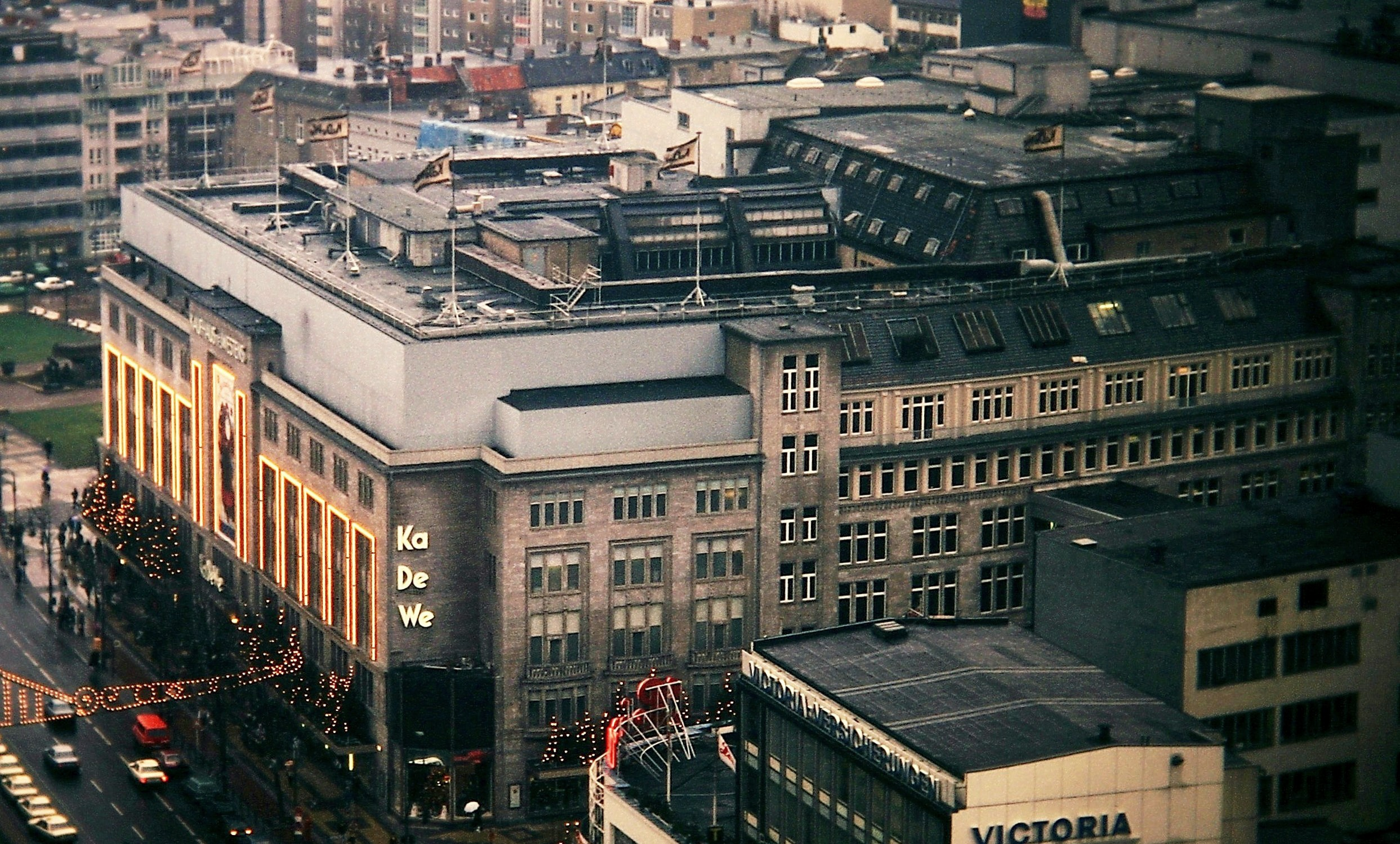
KaDeWe in Weihnachts-Deko, 1988

Von 1967 bis 1978 erfolgten weitere Um- und Ausbauten, das Warenhaus verfügte nun über 44.000 Quadratmeter Verkaufsfläche. Erst in den 1970er Jahren wurden wieder vermehrt Luxuswaren angeboten, noch 1977 war das KaDeWe einem Spiegel-Artikel zufolge nur „ein gehobener Lebensmittelladen mit einem eher biederen Kaufhaus-Annex“. Doch die am 6. April 1978 abgeschlossene Erweiterung und vollständige Erneuerung ließ das KaDeWe „in Interieur und Angebotsvolumen an Europas Top-Shop Harrods in London heranrücken. Leider [musste] es jedoch nach wie vor mit einer weit weniger kosmopolitischen Laufkundschaft vorliebnehmen.“ Dieser Umbau dauerte zwei Jahre lang, kostete 130 Millionen Mark und markierte einen Qualitätssprung in Sortiment und Innenarchitektur, der das KaDeWe wieder auf das hohe Niveau seiner Gründerjahre hob. Ein Parkhaus kam hinzu, von dem aus ein überdachter Brückengang über der Passauer Straße zur dritten Etage des KaDeWe führt. Der überdachte Brückengang ist im Rahmen eines Neubaus des Parkhauses 2019 entfernt worden.
Die Teilnahme des damaligen Bundespräsidenten Walter Scheel an der Eröffnungsgala wertete das KaDeWe politisch auf – im Sinne einer Zugehörigkeit von West-Berlin zur Bundesrepublik. Seitdem wird das KaDeWe in jedem Reiseführer als Sehenswürdigkeit empfohlen. Zum 75. Jubiläum im Jahr 1982 wurde vom 29. September bis zum 9. Oktober ein großer Teil des Warenhauses zu einer Bühne umfunktioniert. Alle sechzehn West-Berliner Theater- und Opernbühnen traten dort mit ihren Bühnenstars in Stücken, Proben, Lesungen, Gesprächen und Signierstunden auf.
Unmittelbar nach der politischen Wende erlebte der Einkaufsmagnet ab dem 10. November 1989 mehrere Tage lang einen weiteren großen Andrang. Bis zu 200.000 DDR-Bürger täglich bestaunten den bekannten Konsumtempel und legten den Verkauf weitgehend lahm. Von 1991 bis 1996 wurde das KaDeWe noch einmal um 16.000 Quadratmeter mit einer siebenten Etage aufgestockt. Hier entstand nach Plänen der Architekten Harald Ströming, Ernsting & Partner 1993 ein Restaurant mit einer Glaskuppel auf einem T-förmigen Grundriss. Insgesamt wurden dafür 464 Millionen Mark investiert.

### Nach der Wiedervereinigung: Die Ära Karstadt

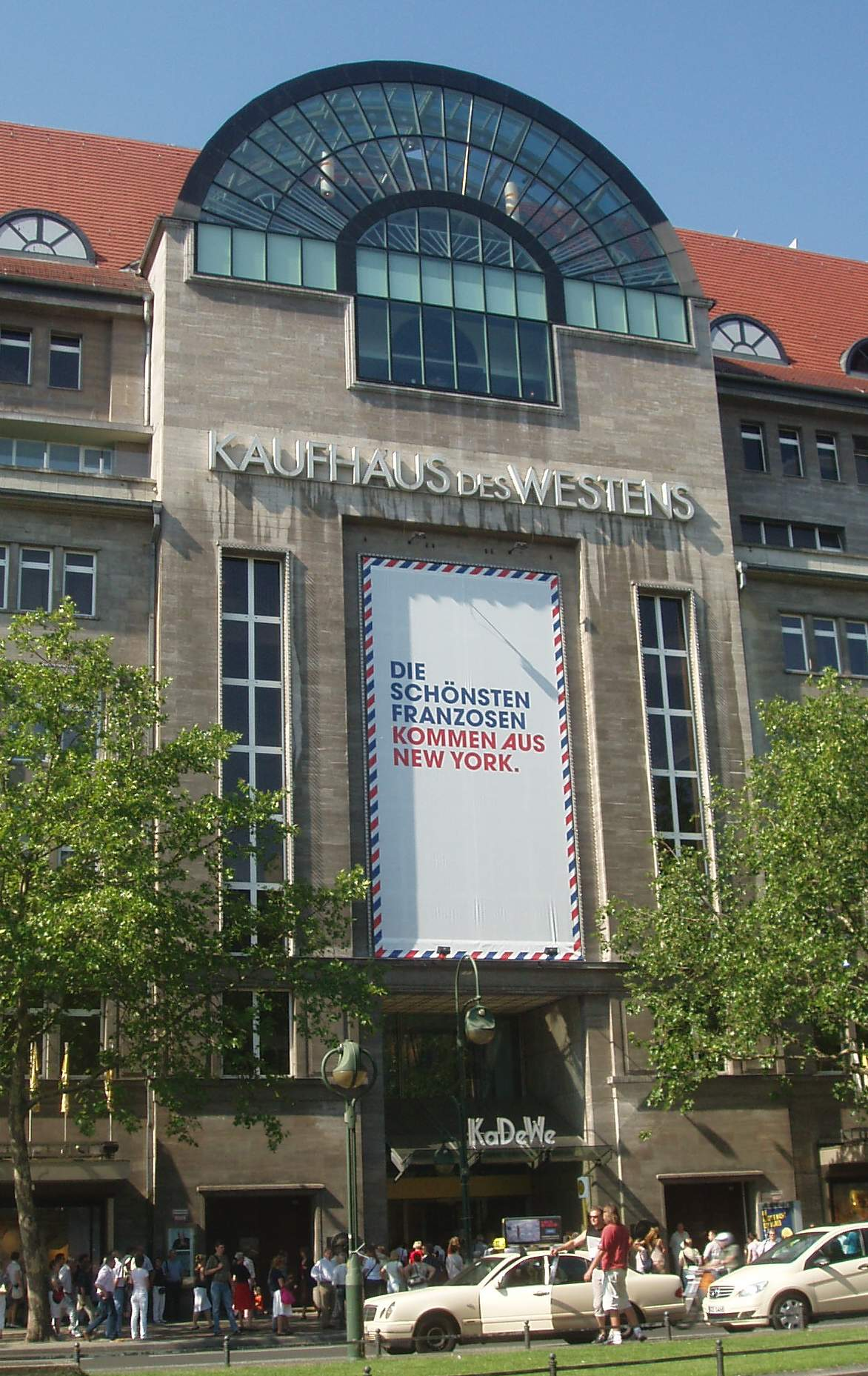
Mittelrisalit der KaDeWe-Fassade, 2007

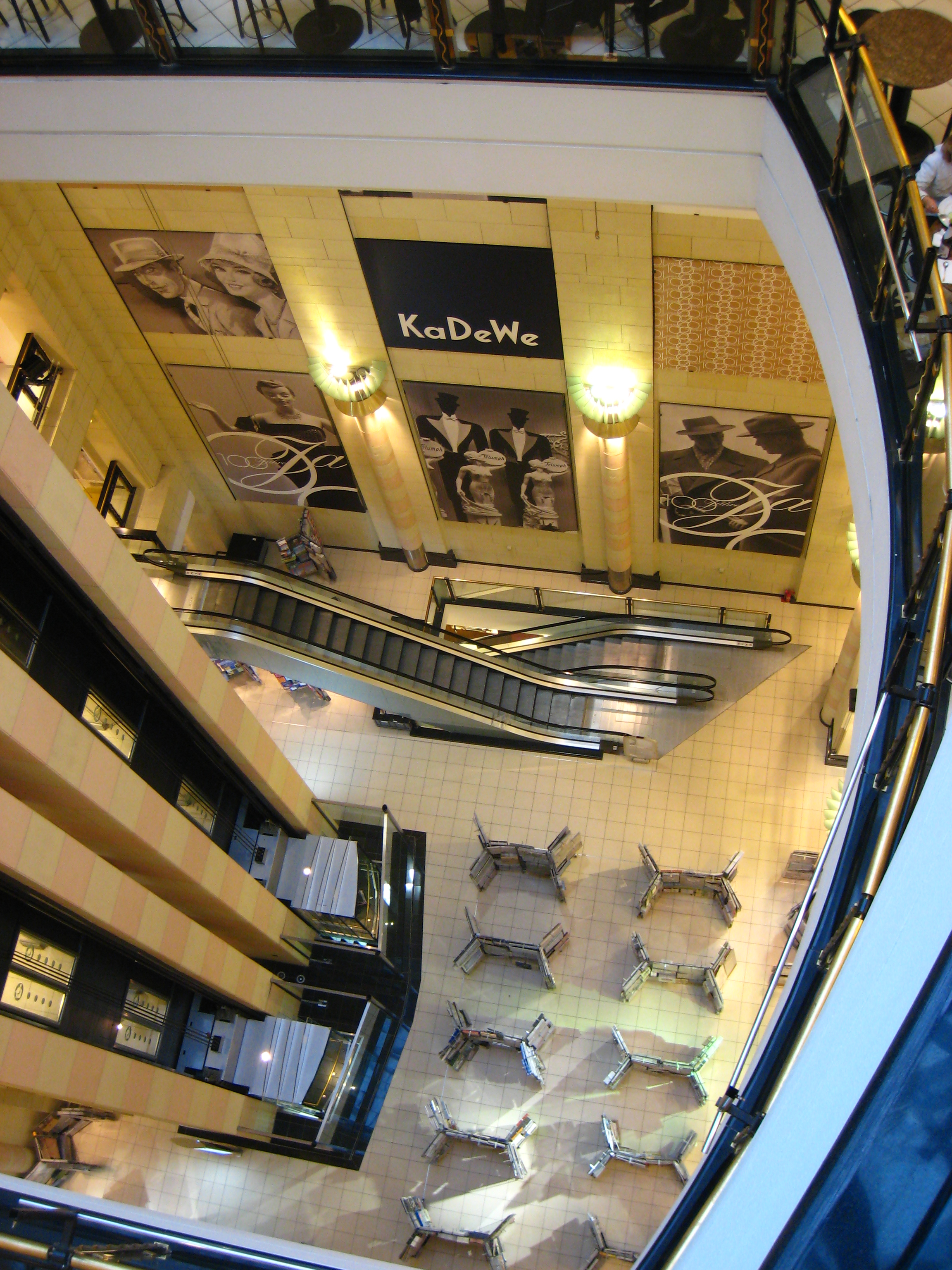
Lichthof, 2007

Ab 1994 gehörte das KaDeWe durch die Hertie-Übernahme der Karstadt Warenhaus AG an, ab 1999 umbenannt in KarstadtQuelle AG, seit 2007 Arcandor AG. Ab 2004 bereitete sich das KaDeWe auf sein hundertjähriges Bestehen vor. Aus diesem Anlass wurde das KaDeWe bis zum Herbst 2007 umgebaut und modernisiert. Die Konzernleitung investierte dafür 46 Mio. Euro. Ein Jubiläumskatalog wurde 2007 an 40.000 Kunden in ganz Deutschland verschickt. Zu Beginn des 100-jährigen Firmenjubiläums am 1. März 2007 wurde im Lichthof eine über sechseinhalb Meter hohe, siebenstufige Torte aus Marzipan, Sachertorte und Sandkuchen als Symbol für das KaDeWe präsentiert. Alle Kunden dieses Tages erhielten kostenlos ein Stück der Torte und ein Glas Prosecco. Den Abschluss und Höhepunkt der KaDeWe-Jubiläumsfeierlichkeiten bildete eine Galanacht mit über 1500 Prominenten aus Politik, Medien und Kultur am 12. Oktober 2007, darunter die Familie der damaligen Arcandor-Mehrheitsaktionärin Madeleine Schickedanz. Patrice Wagner (* 1967), der von der Berliner Galeries-Lafayette-Filiale kam, hatte ab Oktober 2002 das KaDeWe geleitet und modernisiert. Anlässlich der Feier zum 100-jährigen Bestehen im Jahr 2007 sagte er:

„Wir wollten internationaler werden, weil Berlin die Hauptstadt ist, viele Diplomaten hat und internationale Besucher anzieht. Das zweite Ziel war mehr Luxus. Das ist inzwischen ganz deutlich wahrzunehmen, auch wenn das KaDeWe kein reines Luxus-Kaufhaus geworden ist. Wir machen unser Geld nicht mit Millionären oder nur mit reichen Menschen, sondern vor allem mit normalen Menschen. Denen bieten wir zusätzlich einen Traum an. Das dritte Ziel ist die Konzentration auf das Kerngeschäft. Wir haben einiges herausgenommen, etwa das Wiener Café oder die Sportabteilung. Das war teilweise schmerzhaft, aber absolut richtig. Zum Vierten sind wir eindeutig modischer geworden. Und fünftens sind wir jünger geworden. Heute kauft ein 60-Jähriger ganz anders ein als vor 20 Jahren. Der will nicht mehr als alt angesehen werden. Der fühlt sich jung, er hat Zeit und er hat Geld.“

Das KaDeWe war das Aushängeschild der Karstadt-Warenhäuser. Ab Februar 2006 sollten in mehreren Schritten ursprünglich 13 der 91 Karstadt-Warenhäuser zur Karstadt Premium Group zusammengefasst und unter Leitung des damaligen KaDeWe-Geschäftsführers Patrice Wagner auf das Niveau des KaDeWe umstrukturiert werden. Thomas Middelhoffs Umstrukturierungsplan war Teil einer Neuordnung des Karstadt-Warenhaus-Portfolios, das in drei Gruppen geteilt wurde: Nach der „Premium Group“ sollte später in die Infrastruktur der Warenhäuser der unteren Kategorie „Boulevard“ (24 Standorte) und der Mittelklasse „Boulevard Plus“ (53 Standorte) investiert werden. In der Premium Group befanden sich Wertheim am Berliner Kurfürstendamm und in der Steglitzer Schloßstraße, das Alsterhaus in Hamburg sowie Karstadt in Dresden, Düsseldorf, Limbecker Platz in Essen, Frankfurt-Zeil, Breite Straße in Köln, an der Lorenzkirche in Nürnberg sowie Karstadt Stuttgart und Oberpollinger in München. Der Einstieg von Karstadt in das Luxussegment mit Luxusmarken wie Louis Vuitton, Dior und Chanel im Jahr 2004 sollte helfen, den Umsatzrückgang seiner Häuser zu beenden. Diese Bestrebungen wurden 2008 nach einem schlechten Geschäftsjahr teilweise zurückgenommen, sodass die Häuser in Frankfurt am Main (Zeil) und Dresden nur noch als Anwärter zur Premium Group gezählt wurden. Schließlich wurde so viel Geld für die Aufwertung der vier besten Häuser ausgegeben (KaDeWe, Alsterhaus, Oberpollinger, Essen Limbecker Platz), dass kaum noch Mittel für die übrigen Warenhäuser blieben.
In der Nacht zum 26. Januar 2009 brachen drei Diebe in das KaDeWe ein und entwendeten Schmuck und Uhren der im KaDeWe ansässigen Juwelier-Handelskette Christ im Wert von über vier Millionen Euro. Die Täter waren über die Sicherheitsmaßnahmen des KaDeWe sehr gut informiert. Über ein vermutlich von innen geöffnetes Fenster an der Ansbacher Straße stiegen sie im ersten Stockwerk in das Haus ein und umgingen durch ein Abseilen im Lichthof die Lichtschranken und Bewegungsmelder, die an allen Rolltreppen und einigen Passagen angebracht waren. Das KaDeWe gilt als eines der am besten geschützten Warenhäuser Europas; auch die Mitarbeiter unterliegen Schutzvorkehrungen. Bei Arbeitsende verlassen sie das Haus durch die Überführung über der Passauer Straße. Dabei passieren sie einen Zufallsgenerator, auf dessen Signal hin die mitgeführten Taschen und Tüten kontrolliert werden.
Im Januar 2009 wurde Wagner von Ursula Vierkötter (* 1966) abgelöst, vormals Leiterin des Kölner Karstadt-Hauses. Nach Angaben der Financial Times Deutschland war Wagner seinem neuen Vorgesetzten und Einkaufsleiter Stefan Herzberg (* 1965) „zu eigenständig“ und hatte auch keine Protektion mehr von Arcandor-Chef Thomas Middelhoff, seitdem dieser Arcandor verlassen hatte. Wagner hatte im KaDeWe einen flexiblen und schnellen Einkauf für Teilsortimente aufgebaut. Vierkötter setzte diese Strategie fort. Neben den „A-Marken“ (Waren in hoher Qualität, Bekanntheit und Umsatz) richtete Vierkötter auf mehreren Etagen sogenannte Multi-Label-Flächen ein, auf denen sie „Trends schnell ins Haus“ brachte.

KaDeWe-Signet von 2010 bis 2016

Die Arcandor AG musste am 9. Juni 2009 Insolvenz anmelden aufgrund einer jahrzehntelangen Vernachlässigung des Warenhausgeschäfts, nach kontinuierlichem Umsatzrückgang und schließlich wegen überhöhter Mietforderungen des Immobilien-Konsortiums Highstreet mit den Hauptkonsorten Goldman Sachs und Deutsche Bank. Im Gegensatz zu den damals 132 (aktuell: 119) anderen Karstadt-Filialen war nach Meinung von Vertretern des Einzelhandels die Zukunft des KaDeWe auf jeden Fall sicher. Nach langen und schwierigen Verhandlungen mit den Gläubigern und Konsorten von Highstreet übernahm am 1. Oktober 2010 die Berggruen Holdings des Investors Nicolas Berggruen die Geschäftsführung von der Karstadt Warenhaus GmbH. KaDeWe sei eines der ersten Worte gewesen, das Berggruen als Kind auf Deutsch sagen konnte. Das KaDeWe funktionierte für ihn so gut, dass er nichts an dessen Konzept ändern wollte.
Im Mai 2010 wurde nach 103 Jahren das Restaurant Silberterrasse in der fünften Etage wegen Unwirtschaftlichkeit geschlossen. In einem separaten KPM-Raum servierte man die Speisen auf einem Porzellan-Gedeck der Königlichen Porzellanmanufaktur Berlin. Infolge der Aufteilung der Karstadt Warenhaus GmbH in drei Gesellschaften gab es seit Oktober 2011 eine eigene Werbeabteilung für die „Premium-Häuser“ Oberpollinger, Alsterhaus und das KaDeWe. Im Januar 2012 wurde im KaDeWe die kostenlose Betreuung von Kindern im Alter zwischen zwei und zehn Jahren abgeschafft.
Ende Dezember 2012 verkaufte die Highstreet Holding ihre KaDeWe-Immobilie für kolportierte 500 Millionen Euro sowie das Münchner Oberpollinger und fünfzehn andere Gebäude von Karstadt für weitere 600 Millionen Euro an das österreichische Immobilienunternehmen Signa Holding.
Am 28. Januar 2013 wurde Ursula Vierkötter von Petra Fladenhofer, der langjährigen KaDeWe-Pressesprecherin und Marketing-Direktorin der Karstadt Premium Group, als Geschäftsführerin abgelöst.

### Übernahme durch Signa und Central Group
Am 16. September 2013 wurde bekannt, dass die österreichische Signa Holding von René Benko das KaDeWe mit den beiden anderen Kaufhäusern der Karstadt Premium Group sowie den 28 Karstadt-Sporthäusern mehrheitlich mit 75,1 Prozent übernehmen wollte. Ende Oktober erteilte das Bundeskartellamt seine Zustimmung. Der Erlös sollte in die Restrukturierung der übrigen Karstadt-Häuser reinvestiert werden.
Zum 1. Januar 2014 wurden der ehemalige Karstadt-Verkaufsdirektor André Maeder und Roland Armbruster, der ehemalige Leiter der Karstadt-Strategieabteilung, als neue Geschäftsführer der Karstadt Premium GmbH bestellt. Somit hatte jede Gesellschaft innerhalb des Karstadt-Konzerns ihre eigene Geschäftsführung. Am 21. August 2014 genehmigte das Bundeskartellamt den vollständigen Verkauf des Karstadt-Konzerns der Berggruen Holdings an die Signa Holding.
Seit Oktober 2014 firmierten die Häuser der Karstadt Premium GmbH (KaDeWe, Oberpollinger in München und Alsterhaus in Hamburg) unter dem Namen The KaDeWe Group, da sie nun organisatorisch von den übrigen Karstadt-Warenhäusern getrennt waren, und um deren Abkehr von Karstadt zu betonen. Ebenfalls wurde zu diesem Zeitpunkt eine neue Hauptverwaltung mit etwa 150 Mitarbeitern aus allen drei Häusern im Berliner Ortsteil Tiergarten bezogen. Die Bereiche Logistik, Finanzen, Warenwirtschaft und IT, die bisher aus der Essener Karstadt-Zentrale geführt wurden, wurden mit den bereits im KaDeWe ansässigen Bereichen Einkauf und Marketing am neuen Standort am Katharina-Heinroth-Ufer zusammengeführt.

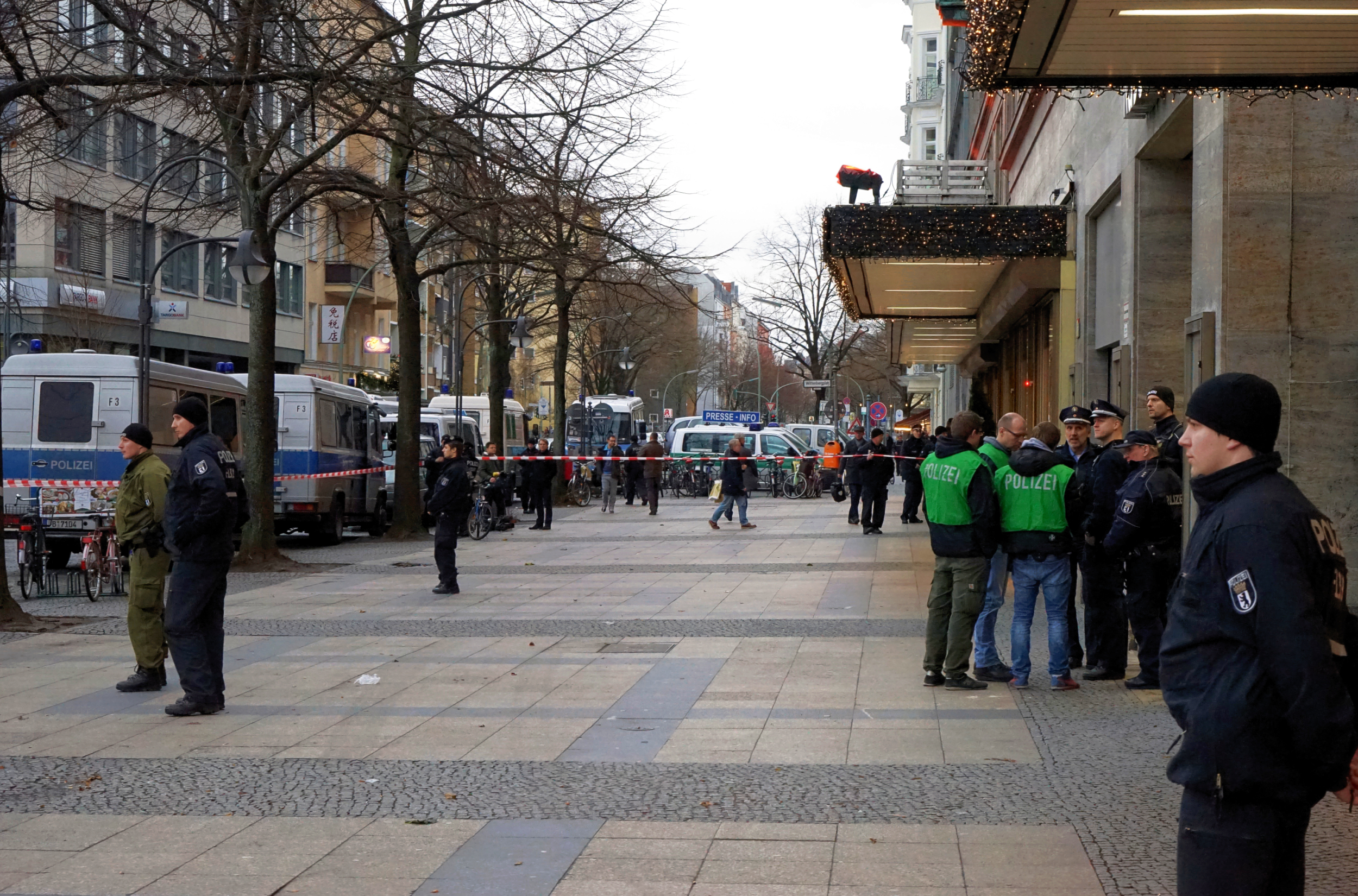
Polizei am Seitenausgang des KaDeWe kurz nach dem Raub 2014

Am 20. Dezember 2014 überfielen vier maskierte Täter die Filialen von Tiffany und Chopard im KaDeWe-Luxusboulevard und raubten Schmuck, vermutlich im Wert eines sechsstelligen Euro-Betrags. Sie gaben Schüsse aus Gaspistolen ab, wodurch sie 15 Menschen mit Reizgas verletzten. Bereits nach wenigen Minuten verließen sie das Haus und flüchteten mit einem Auto. Die arabischen Täter, die den Miri- und al-Zein-Großfamilien angehören, wurden gefasst, vor Gericht gestellt und waren zum Teil geständig.
Im Juni 2015 veräußerte die inzwischen insolvente Signa den Mehrheitsanteil (50,1 %) an die italienische Warenhauskette La Rinascente, die wiederum Teil der thailändischen Central Group ist. Strategische Entscheidungen sollen jedoch gemeinsam mit Signa getroffen werden. Vittorio Radice, der Verwaltungsratschef von La Rinascente, kündigte an, etwa 180 Millionen Euro in die Umgestaltung des KaDeWe zu investieren.
Im Januar 2016 wurden die bisher tiefgreifendsten Umbaupläne des KaDeWe vorgestellt, für die das niederländische Architekturbüro OMA von Rem Koolhaas verantwortlich zeichnet. Das Gebäude wurde in vier Viertel aufgeteilt, die sich um vier unterschiedlich gestaltete Atrien mit Rolltreppen gruppieren. Die gestalterische Unterteilung der Geschäftsbereiche mit jeweils eigenen Eingängen soll der besseren Kundenorientierung dienen. Das jeweilige Angebot soll auf vier verschiedene Kundengruppen zugeschnitten sein. Der gesamte Umbau bei laufendem Betrieb kostete 300 Millionen Euro und wurde im November 2022 abgeschlossen.
Der Ausblick des Restaurants im Dachgeschoss wurde durch eine Glas-Stahlträgerfassade erweitert.
Im Januar 2024 stellte die Betreibergesellschaft in Folge einer Reihe vorausgegangener Insolvenzen ihrer Muttergesellschaft Signa einen eigenen Insolvenzantrag und dokumentierte die Zahlungsunfähigkeit.

## Unternehmen

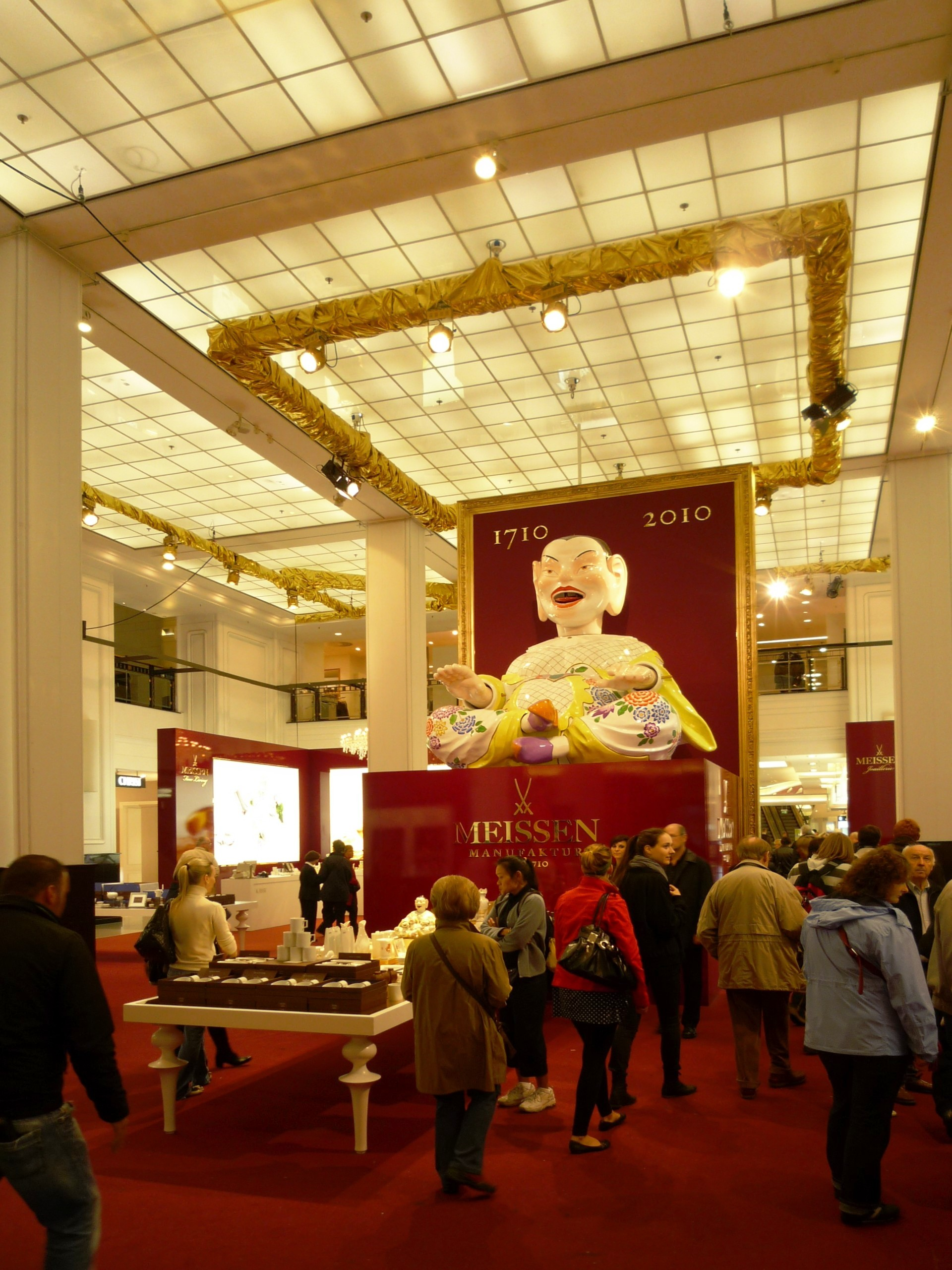
Ausstellungshalle im Erdgeschoss, 2010

### Geschäftsmodell
Seit der Gründung des Warenhauses setzen die Geschäftsleitungen auf eine ihrer Ansicht nach attraktive Mischung aus gehobenem Angebot und reinen Luxuswaren. Im Jahr 2005 sollten die Luxusartikel höchstens 10 bis 15 Prozent am Gesamtumsatz einbringen. Zwanzig Prozent der Verkaufsfläche werden an Modedesigner und Luxusanbieter untervermietet. Das Warenhaus hat gegenwärtig auf 60.000 m² Verkaufsfläche, was rund neun Fußballfeldern entspricht, über 380.000 verschiedene Artikel im Angebot, insbesondere im gehobenen und Luxussegment. Es ist damit – gemessen an der Verkaufsfläche – nach Harrods in London mit 92.000 m² das zweitgrößte Warenhaus Europas. Täglich besuchen zwischen 40.000 und 50.000 Gäste das exklusive Warenhaus, in der Vorweihnachtszeit sind es bis zu 100.000 Kunden. Das KaDeWe ist nach dem Reichstagsgebäude und dem Brandenburger Tor die am dritthäufigsten von Touristen besuchte Sehenswürdigkeit in Berlin. Daher bietet das KaDeWe Führungen für Interessierte durch das Warenhaus an. Die Etagenpläne an den Treppen sind mittlerweile in 18 Sprachen übersetzt worden. Zwischen den Etagen fahren 64 Rolltreppen und 26 Aufzüge. Entgegen den anderen Warenhäusern im Berliner Zentrum hat das KaDeWe nur freitags eine längere Öffnungszeit bis 21 Uhr.
Die Hauptzielgruppe sind heute Kunden aus der Mittelschicht, die gern modern und exklusiv einkaufen, sowie zahlungskräftige Touristen, die 40 Prozent der Kundschaft ausmachen. 2009 war fast jeder zweite Kunde Ausländer.

### Mitarbeiter
Für den Umgang mit vermögenden Kunden wurde das Verkaufspersonal geschult. Eine eigene Abteilung für Aus- und Weiterbildung ist für die Qualifizierungsmaßnahmen der Belegschaft zuständig. Neben der Warenkunde, die auf Wunsch des KaDeWe die Hersteller durchführen, werden die Mitarbeiter in Rhetorik und Verkauf, betriebswirtschaftlichen Grundlagen, Warenpräsentation und in der Farb- und Stilberatung ausgebildet. Eine Verbundenheit der Verkäufer mit ihrem Unternehmen zeigt sich an der langen Beschäftigungsdauer von durchschnittlich 14,5 Jahren. 70 Prozent des Verkaufspersonals sind Frauen (Stand: 2005). Die Abteilungsleiter im KaDeWe sind – im Gegensatz zu den meisten anderen Abteilungsleitern im deutschen Einzelhandel – nicht nur Verkäufer, sondern zugleich eigenverantwortliche Einkäufer.

### Kunden
Die durchschnittliche Verweildauer der Kunden im KaDeWe ist im Vergleich zu anderen Warenhäusern sehr hoch, im Jahr 2000 lag sie nach Angaben von Geschäftsführer Ulrich Schmidt bei dreieinhalb Stunden, diese Zeitangabe wurde erneut im Jahr 2002 in der Presse genannt. Im Jahr 1996 belief sich die Verweildauer noch auf vier bis fünf Stunden und im Jahr 1995 lag sie bei vier Stunden. Davon entfällt durchschnittlich eine Stunde auf den Aufenthalt auf der Feinschmeckeretage.
Im Jahr 2007 besuchten im Durchschnitt 50.000 Kunden täglich das KaDeWe. Das KaDeWe beschäftigte im Geschäftsjahr 2008 mehr als 2000 Personen, davon etwa 1600 eigene Mitarbeiter und rund 500 Angestellte von Fremdfirmen (Luxusboulevard, Lenôtre etc.) und machte einen Umsatz von 300 Millionen Euro.

### Betreiber
| Datum der Übernahme | Dachgesellschaften des KaDeWe                    | Inhaber                                         |
| ------------------- | ------------------------------------------------ | ----------------------------------------------- |
| 27. März 1907       | A. Jandorf & Co.                                 | Adolf Jandorf                                   |
| 1. Jan. 1927        | Hermann Tietz OHG                                | Georg und Martin Tietz, Hugo Zwillenberg        |
| 18. Aug. 1934       | Hertie Kaufhaus-Beteiligungs-Gesellschaft m.b.H. | Dresdner Bank, Deutsche Bank, Commerzbank u. a. |
| 1936                | Hertie Waren- und Kaufhaus GmbH                  | Georg Karg                                      |
| 24. Feb. 1994       | Karstadt Warenhaus AG                            | Arcandor AG (KarstadtQuelle AG)                 |
| 1. Okt. 2010        | Karstadt Warenhaus GmbH                          | Karstadt Holding GmbH (Nicolas Berggruen)       |
| 1. Okt. 2011        | Karstadt Premium GmbH                            | Karstadt Warenhaus GmbH                         |
| 1. Okt. 2013        | Karstadt Premium GmbH / The KaDeWe Group         | Signa Holding 75,1 %, Karstadt Holding 24,9 %   |
| 9. Juni 2015        | The KaDeWe Group                                 | Signa Holding 49,9 %, Central Group 50,1 %      |
| 1. Aug. 2024        | KaDeWe GmbH                                      | Central Group                                   |

## Verkaufsbereiche

### Eingangsbereiche

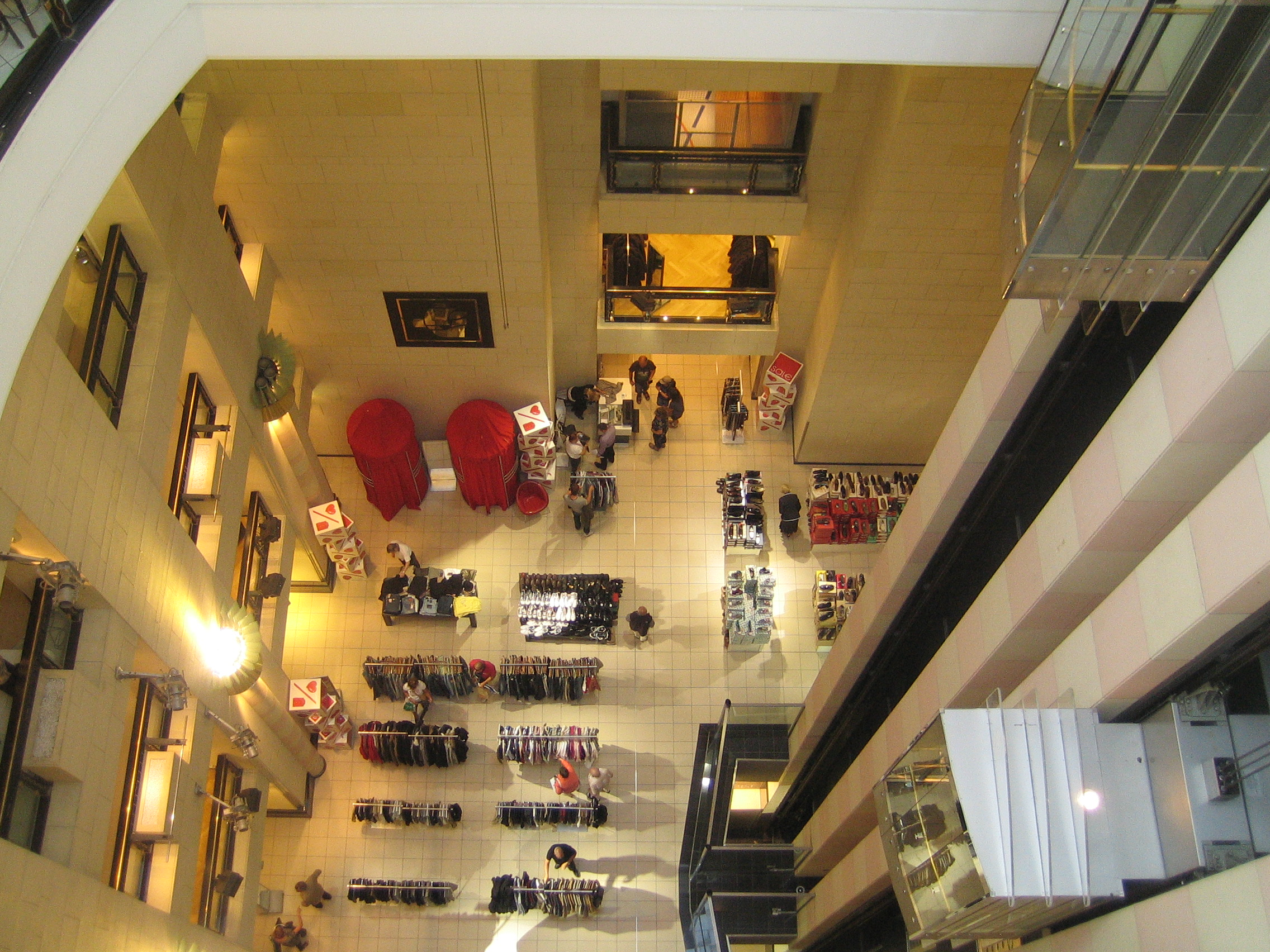
Lichthof, 2009

Im Untergeschoss oder der Achten Etage konnten in der Tiefgarage bis 2017 nicht nur Autos geparkt, sondern auch Hunde in speziellen Boxen untergebracht werden. Dieses Angebot für Hunde gab es beim KaDeWe seit Anbeginn. Mit der Schließung der Tiefgarage gab das KaDeWe auch das Angebot der Hundeboxen wegen abnehmender Nachfrage auf. Seit 2007 befindet sich hier die Papierwaren- und Bastelabteilung („Kreativmarkt“), auf den mit einer kunstvoll gestalteten Leuchtreklame am externen Parkhaus in der Passauer Straße aufmerksam gemacht wird. Das historische, kunstvoll geschmiedete Gitter aus dem Jahr 1907 vor dem Hauptportal senkt sich zu Geschäftsbeginn in den Boden. Im Vorhof des Haupteingangs wurden von 1995 bis 2010 die Kunden von Karl-Heinz Richter (* 1955), dem einzigen Kaufhausportier in Deutschland, mit Livree und grauem Zylinder begrüßt. Richter gab in sieben Sprachen Auskunft über den Standort von gesuchten Waren. Bis heute blieb es nur bei einer Absichtserklärung von KaDeWe-Group-Leiter André Maeder, einen Nachfolger für Richter einzustellen.

### Erdgeschoss
In einer hellen, 400 Quadratmeter großen Ausstellungshalle im Eingangsbereich bilden aufwendig gestaltete Produktpräsentationen oder Dekorationen den ersten Blickfang. Eine weitere Möglichkeit von Produktpromotionen bietet der zentrale Lichthof, der von gläsernen Aufzügen flankiert wird. Zur Feier des 100-jährigen Firmenjubiläums am 1. März 2007 wurde hier eine sechseinhalb Meter hohe Torte präsentiert.
Im Zusammenhang mit den Umbauarbeiten wurde 2004 im Erdgeschoss die Parfümerie- und Kosmetikabteilung neu gestaltet. Auf 3000 m² Fläche für Kosmetika werden unter anderem über 1500 Duftflakons angeboten. Weiterhin werden im Erdgeschoss auf einem Luxusboulevard Schmuck und Uhren präsentiert. Da die Hersteller von Luxusgütern ihre Waren fast nie in Warenhäusern zum Verkauf anbieten, konnte ihre Beteiligung nur durch diese räumliche Exklusivität innerhalb des KaDeWe erlangt werden. Die Geschäftsleitung setzt auch weiterhin auf eine Vergrößerung des Anteils der Luxuswaren im Gesamtsortiment. So wurde 2008 der Luxusboulevard im Erdgeschoss durch Angebote von Tiffany, Chopard oder Prada und Fendi weiter aufgewertet. Nach den anfänglichen Schwierigkeiten, Hersteller von Luxuswaren für das KaDeWe zu gewinnen, gibt es mittlerweile (2009) mehr Interessenten als Angebote. 2012 wurde der Luxusboulevard mit weiteren Filialen internationaler Anbieter erweitert sowie 80 Shop-in-shops neu gestaltet.

### Erste bis vierte Etage: Mode und Schuhe
Im Jahr 2005 erhielt das Kaufhaus des Westens drei neue Mode-Etagen mit insgesamt 20.000 m² Verkaufsfläche, angelegt in schwarz-weißen, geradlinigen Segmenten. Ein Teil dieser Bereiche ist exklusiv für Ware der Premiummarken reserviert. So verfügt das KaDeWe als einziges Warenhaus Deutschlands über eine Abteilung der Designermarke Dolce & Gabbana. Nun wird auf etwa 40 Prozent seiner Fläche nur noch Mode der gehobenen bis zur höchsten Qualitätskategorie angeboten. Die Ausweitung des Modeangebots ging mit einer Konzentration auf das Kerngeschäft einher. Einige Abteilungen wie das Wiener Café oder die Sportartikel-Abteilung wurden herausgenommen. Auf der ersten Etage befindet sich seit 2007 unter anderem auch eine Boutique von Dior Homme.
Die dritte Etage wurde 2012 umgebaut und im September als eine neue Schuhabteilung für luxuriöse Damenschuhe, Accessoires, Lederwaren und Lingerie (The Loft) eröffnet. Damit folgte das KaDeWe einem neuen Trend, wonach „sich der Handel im stagnierenden Modemarkt nun stärker an Accessoires“ orientiert.

### Feinschmeckeretage (6. Geschoss)

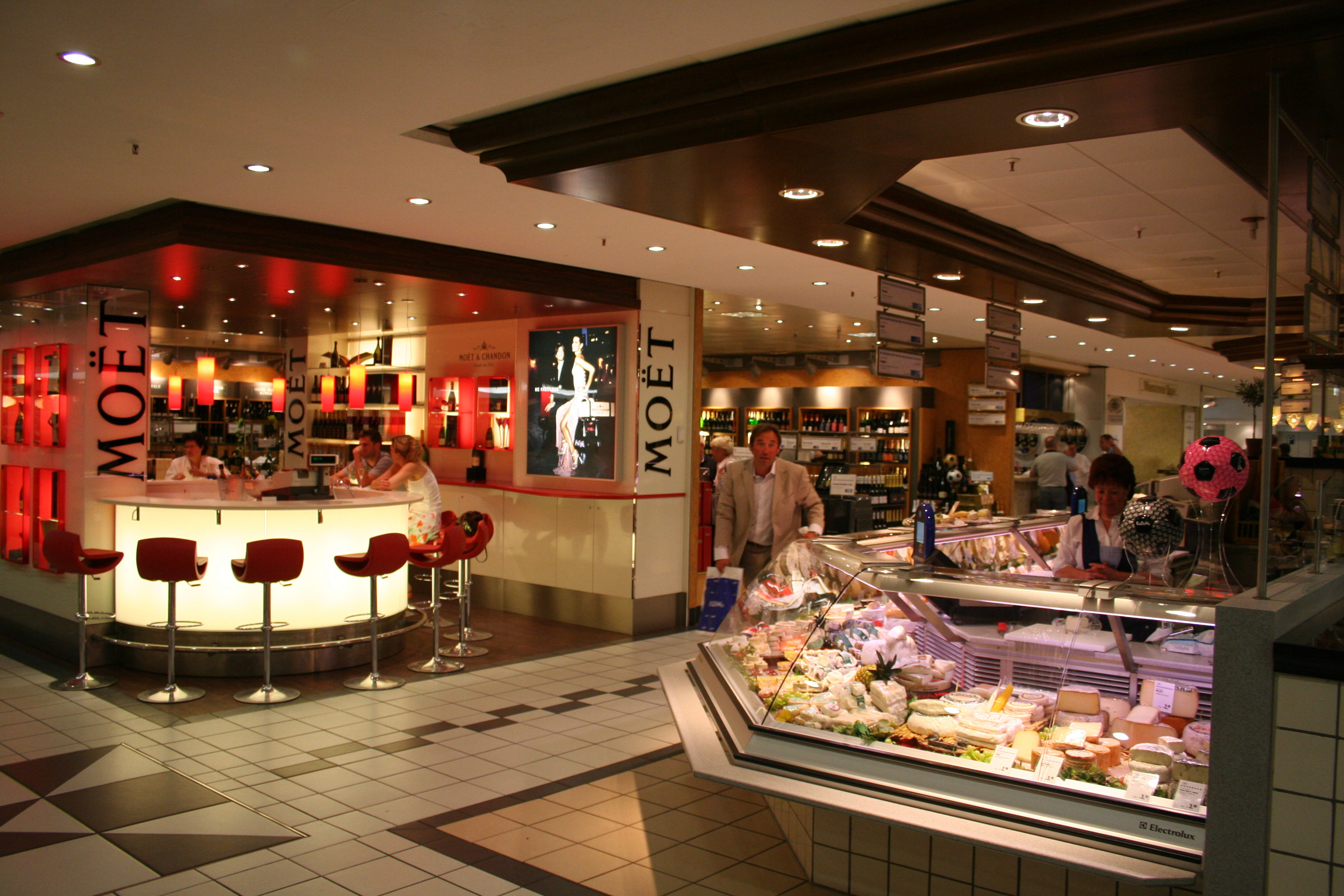
Feinschmeckeretage, 2006

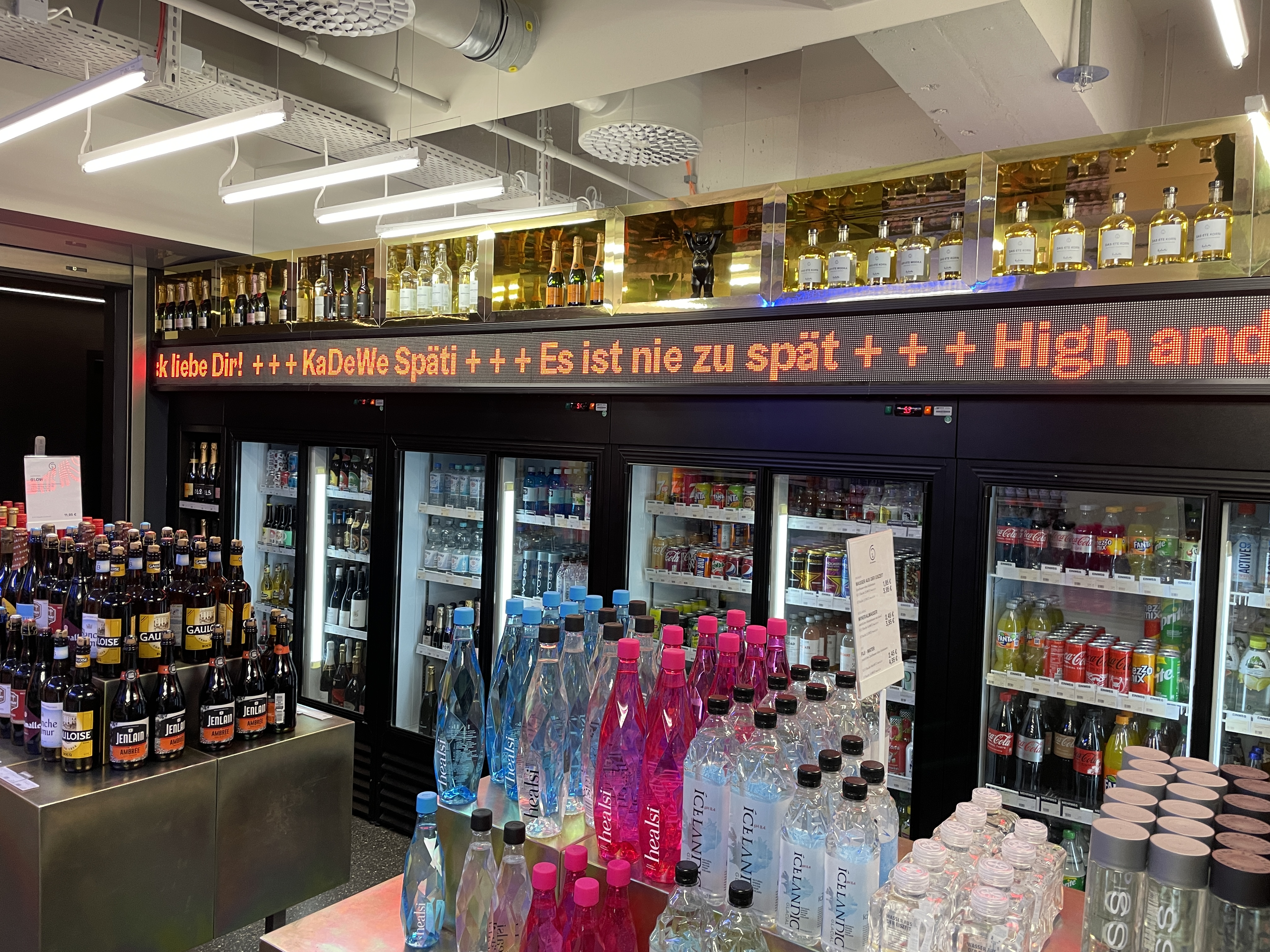
„Späti“ in der Lebensmittelabteilung 2023

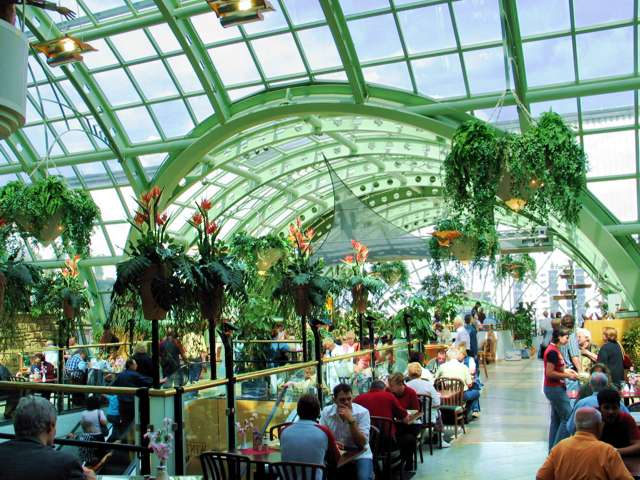
Wintergarten in der siebten Etage, 2005

Besonders bekannt ist die sechste der insgesamt sieben Etagen, die sogenannte Feinschmeckeretage, mit einem riesigen Angebot an internationalen Delikatessen und exklusiven Imbissmöglichkeiten. Sie war (mit Stand 2009) mit 34.000 Artikeln und 7000 m² die größte Feinkostabteilung Europas. Das Warenhaus Mitsukoshi Nihonbashi in Tokio verfügt über die weltweit größte Lebensmittelabteilung eines Warenhauses (gefolgt vom KaDeWe). 500 Angestellte sind hier beschäftigt, davon bereiten etwa 110 Köche, 40 Konditoren und Bäcker Gerichte und Backwerk für die Kunden zu. Die Torten werden seit 1975 nach den Rezepten der französischen Feinbäckerei Lenôtre hergestellt. Das Mehl für die Bäckerei und Konditorei Lenôtre wird eigens aus Frankreich importiert. Vom Keller aus wird das Mehl durch Rohre in den siebten Stock gepumpt, was einmalig in Deutschland ist. Dort befinden sich drei Silos für insgesamt zwölf Tonnen Mehl, und im Keller lagern weitere vier Tonnen. Dieser Mehlvorrat reicht für dreieinhalb Wochen. Die Bäckerei stellt am Tag rund 1000 Brötchen, 300 Baguette-Stangen und 600 Brote her, übrig gebliebenes Brot wird auch an die Berliner Tafel abgegeben. Im Schokoladenatelier stellen Chocolatiers vor den Kunden Schokoladen- und Pralinenspezialitäten her. Von besonderer Bedeutung ist auch die Confiserie-Abteilung von Lenôtre, in der neben Torten auch Petits-Fours-Spezialitäten zubereitet werden. An mehr als 30 Kochständen („Gourmetständen“) werden kulinarische Spezialitäten aus aller Welt zubereitet. Ein besonderer Anziehungspunkt ist die Austern-Bar. Mit mehr als 1000 Sitzplätzen auf dieser Etage ist das KaDeWe das größte Restaurant der Stadt.
Die Weinabteilung bietet über 3400 Weine der weltweit bedeutendsten Weingüter an, die von einem Sommelier ausgewählt und eingekauft werden. Jedes Jahr werden 60.000 Flaschen Champagner verkauft, davon etwa 12.000 Flaschen vor Weihnachten, etwa 223.000 Gläser Champagner trinken die Kunden im Jahr an den Gourmetständen. Die Käseabteilung hat 1300 internationale Käsesorten im Angebot, davon allein 400 Sorten aus Frankreich, 200 aus Deutschland und 100 vom Feinkosthaus Peck in Mailand. Weiterhin hat das KaDeWe 1200 verschiedene Wurst- und Schinkenspezialitäten zur Auswahl. Die Fischabteilung erhält viermal pro Woche frischen Fisch (etwa 100 Arten) und andere Meerestiere aus Übersee in direktem Bezug. Unsichtbare Luftabsaugvorrichtungen verhindern eine Geruchsentfaltung der verschiedenen Lebensmitteltheken. Über 70 Waagen in der Feinschmecker-Etage sind PC-basierte Waagen, die per Funk ihre Daten an die Kasse senden. Von 1988 bis 2011 leitete der Kaufmann und Gourmet Norbert Könnecke die Lebensmittelabteilung des KaDeWe. Ein großer Teil der frischen Delikatessen wird von einem Agenten des KaDeWe im Großmarkt Rungis bei Paris ausgewählt und bestellt, zweimal pro Woche transportiert ein 20-Tonnen-Lkw die Waren nach Berlin. Ein weiterer Teil der Lebensmittel wird von Karstadt Feinkost bezogen. Neben dem Verkauf und der Zubereitung von Lebensmitteln ist das KaDeWe auch im Catering-Geschäft tätig, bei dem die Küche bis zu 1000 Gäste mit Warmspeisen bewirten und bis zu 5000 Kaltspeisen zubereiten kann. 2019 wurde ein Spätkauf eröffnet.

### Siebte Etage
In der siebten Etage wurde 2006 der Restaurantbereich mit seiner Glaskuppel (Wintergarten) für 2,5 Millionen Euro renoviert. Gäste können bei der Zubereitung ihres Gerichtes aus frischen Zutaten zusehen, für eilige Kunden werden vorbereitete Menüs angeboten. Restaurantbetreiber ist die Le Buffet Restaurant & Café GmbH, eine hundertprozentige Tochtergesellschaft der Karstadt Warenhaus GmbH.
Weiterhin befinden sich auf dieser Ebene die Warenannahme, das Lager für die Lebensmittel, eine Feuermelde- und Krankenstation und Teile der Verwaltung. Da das Lager nur wenig Platz bietet, wurde ein Zwischenlager in Oranienburg eingerichtet, von dem aus drei- bis fünfmal täglich ein Sattelzug das KaDeWe beliefert.

## Wirtschaftsgeschichte
Das Kaufhaus des Westens ist das einzig verbliebene Luxuswarenhaus aus der Berliner Gründerzeit der Warenhäuser in den beiden Dekaden vor und nach 1900. Kaufmannsfamilien aus der Provinz investierten in den deutschen Metropolen in mehrgeschossige Verkaufszentren, wovon die architektonisch anspruchsvollsten Gebäude mit einem durchgängigen Lichthof aufwarteten. Sie übersprangen damit die Entwicklung vom einzelnen Ladengeschäft zu mehreren Ladenlokalen in einer glasüberdachten Passage wie in Paris oder in einem Basar in Vorderasien. Der Berliner Philosoph und Kulturkritiker Walter Benjamin hielt diese Entwicklung des Handelssektors auch für soziologisch bedeutsam, da er darin den neuen Sozialtypus des Flaneurs ausmachte, einen leicht ablenkbaren Müßiggänger mit geringer Fähigkeit zur sozialen Bindung. Andere Autoren hingegen betonten die Demokratisierung durch den Verkauf, die die Kunden aus der Ober- wie Unterschicht vor der Ladentheke gleich behandelte:

„Und zwar spüren die Frauen der verschiedenen Gesellschaftsklassen gleichmäßig die Anziehungskraft, welche das Warenhaus gerade in dieser Hinsicht ausübt; die vornehmen Beamtenfrauen aus dem Westen Berlins oder aus Charlottenburg geben sich dem Trubel ebenso willig hin, wie die Handwerker- oder Arbeiterfrauen des Ostens und des Nordens, die stets ihr sonst für die Festtage aufgespartes ‚gutes Kleid‘ anziehen, wenn sie zu Wertheim gehen.“

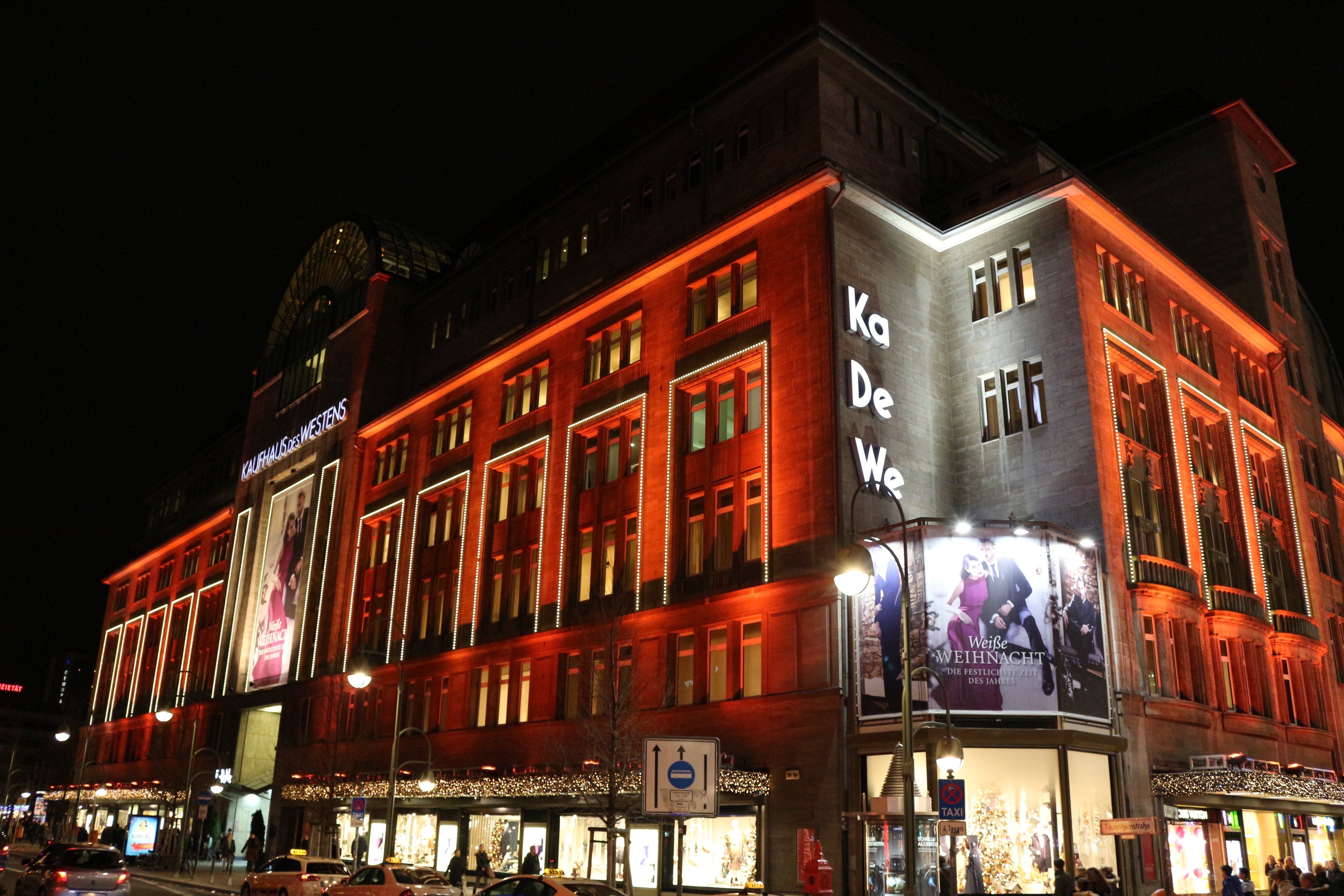
Weihnachtsbeleuchtung der Außenfassaden

Die expandierende Wirtschaftskraft des Deutschen Reichs nach seiner Gründung 1871 dokumentierte sich im Handelssektor in der räumlichen Konzentration des Verkaufs in mehrgeschossigen, hallenförmigen Gebäuden mit mehreren tausend bis zu zehntausenden Quadratmetern Verkaufsfläche mitten in Wohnbezirken. Die außen- und innenarchitektonische Ausstattung übertraf teilweise den Aufwand sakraler Bauten. Das Schlagwort von den Kathedralen des Konsums oder Kommerzes setzte sich durch, da vor allem die Berliner Luxuswarenhäuser auf eine Ästhetik der Überwältigung setzten. „Über dem Eingang [des Warenhauses Tietz in der Leipziger Straße] reichte ein Bogenfenster, von Balkonen unterbrochen, 26 Meter hoch. Vier gigantische Figuren, die ‚Jahreszeiten‘, streckten ihre Knie weit in den Straßenraum. Über allem strahlte eine viereinhalb Meter dicke Weltkugel mit der Äquatoraufschrift ‚Tietz‘.“
Das KaDeWe ist nach dem Kriegsende in architektonischer Hinsicht unauffällig geworden, doch dafür birgt es im Inneren seit den 1970er Jahren wieder ein Warenangebot, das im internationalen Vergleich von hoher bis höchster Qualität ist. Der Hauptgeschäftsführer des Handelsverbandes Berlin-Brandenburg und Jandorf-Biograf Nils Busch-Petersen zählte 2007 das Haus zu den besten der Welt, „noch vor Harrods in London“.

„Es ist die alte Mischung aus Ehrfurcht und Verlorenheit, die in den Gesichtern der Käufer steht, und die Tafeln beiderseits der Rolltreppen, auf denen die Spezialabteilungen des Hauses verzeichnet sind, zerstreuen dieses Gefühl nicht wirklich. Sie dienen nicht, jedenfalls nicht allein, der Orientierung. Sie lassen sich auch als Enzyklopädien der Warenwelt lesen, als das Versprechen, auf sechs Etagen alle Schätze der Erde zu finden. Der graue Sandsteinbau mit der wuchtigen Glastonne im Dach ist eine Wunderkammer, vollgestopft mit Kunst und Krempel, Kuriosa und Kalorien, halb Marktplatz, halb Museum. […] Immer waren die Warenhäuser auch Ausstellungshallen, in denen die bürgerliche Welt sich selbst mit ihrer schier grenzenlosen Potenz zu überwältigen suchte.“

## Rezeption und Selbstverständnis

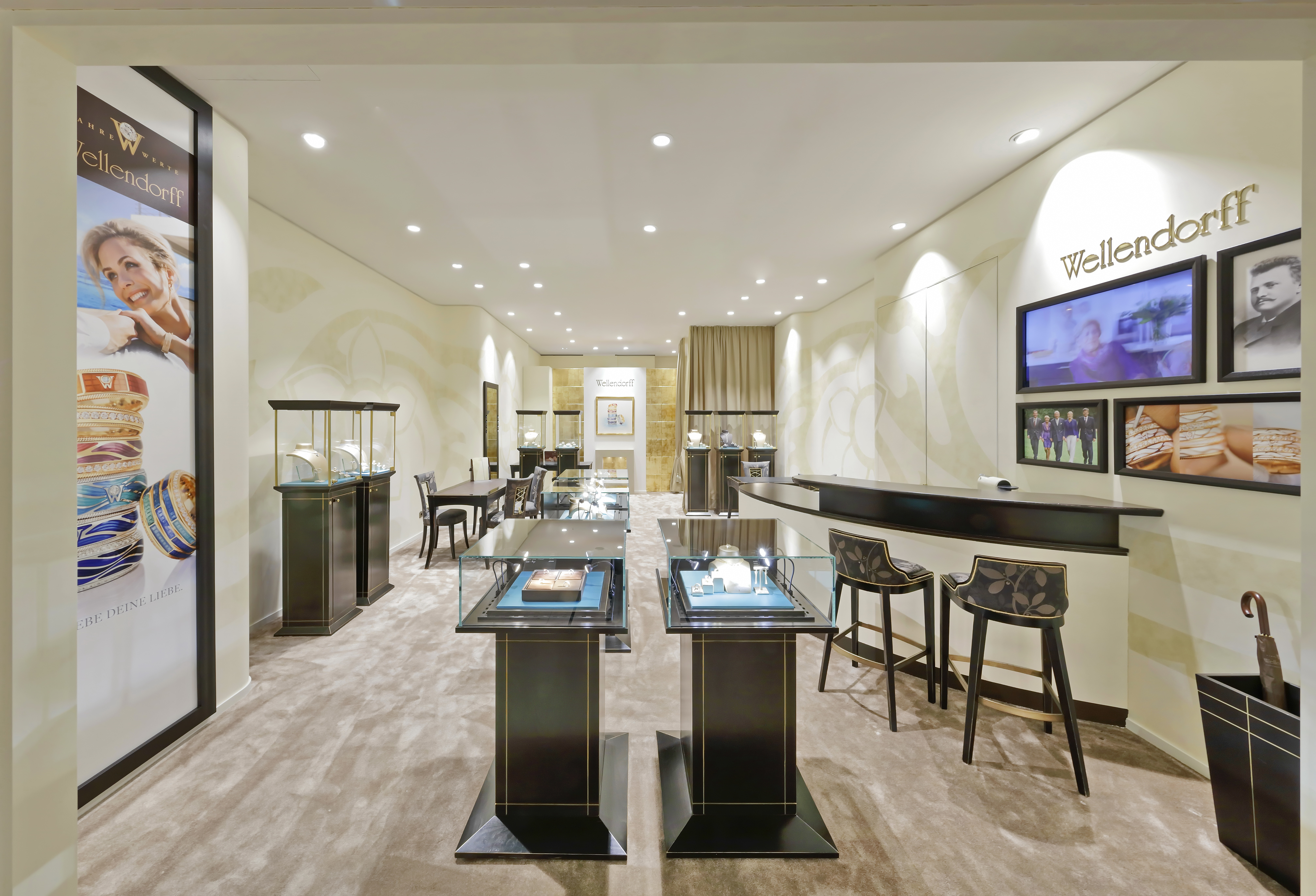
Juwelier im KaDeWe

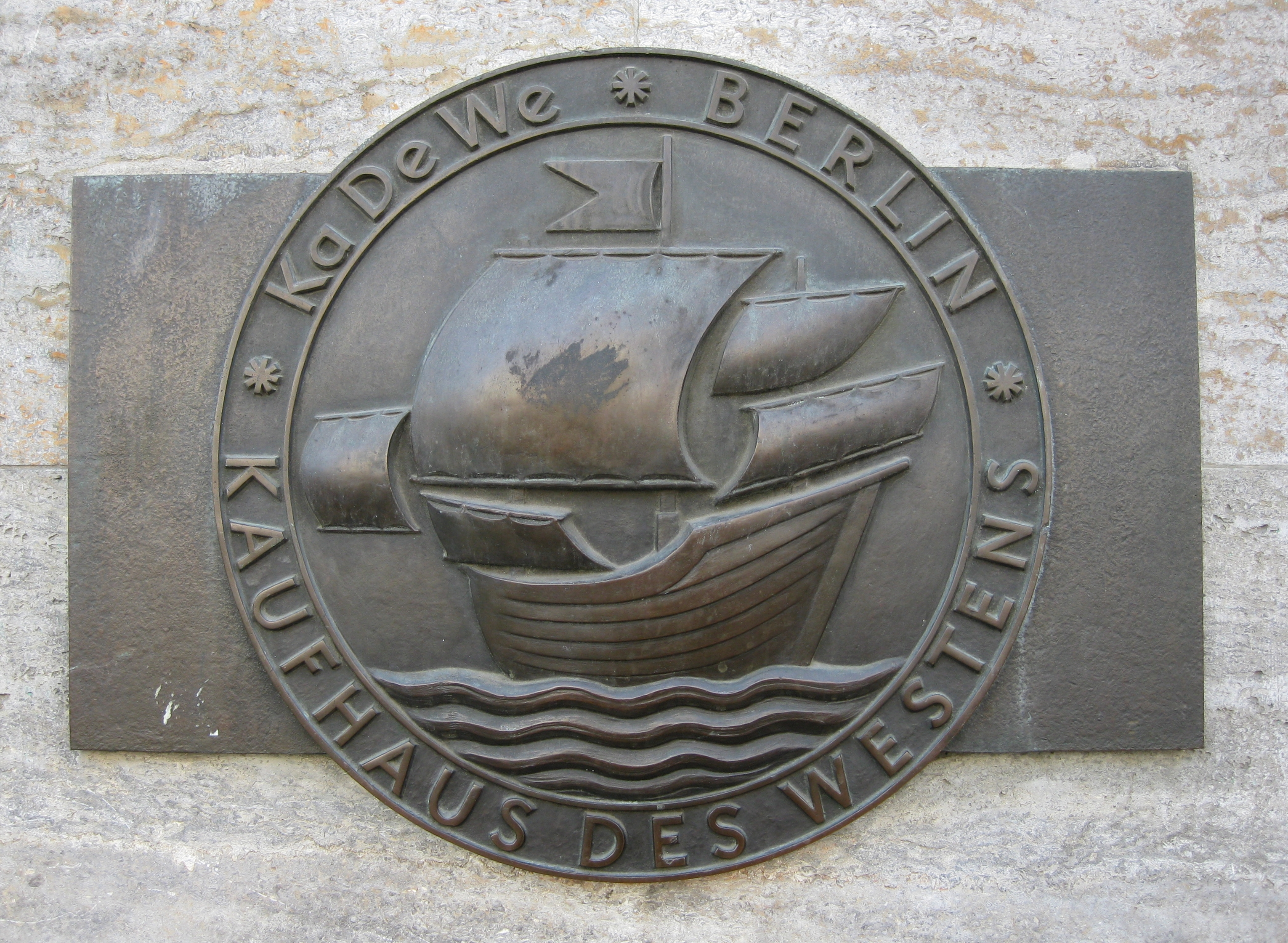
Emblem an der Fassade neben dem Haupteingang, 2011

Von Anfang an setzte das Kaufhaus des Westens neben einem gehobenen Warenstandard und vielen anderen Dienstleistungen auf Internationalität und Kosmopolitismus. Es war der Anspruch der Berliner Luxuswarenhäuser, mit einem internationalen Warenangebot selbst Weltläufigkeit und Weltoffenheit zu demonstrieren und auch ein internationales Publikum anzuziehen. Berlin war um die Wende zum 20. Jahrhundert in politischer und wirtschaftlicher Hinsicht zu einer Weltstadt aufgestiegen. Dieses Selbstbewusstsein äußerte sich auch in den Symbolen der Warenhäuser: Jandorf verwendete eine Hansekogge. Wegen der wirtschaftlichen Depression in der Zeit nach dem Ersten Weltkrieg bis zur Währungsreform überwog vorübergehend der Anteil der ausländischen Kunden gegenüber den Deutschen:

„In den Vitrinen, arrangiert von den Händen der Dekorateure, stufen sich sanfte Seiden (von blau zu zitronengelb oder von grellorange zu tiefviolett), wo Wachsschönheiten geziert ihre Toiletten vorführen; die Drehtüren des blitzenden KaDeWe schieben von morgens bis abends Massen von modehungrigen Damen und feschen Herren herein, die der Lift eiligst in alle vier der riesigen Etagen befördert; schicke Verkäufer und Verkäuferinnen breiten vor ihnen die Waren aus; unter den hier versammelten Nationen, den Polen, Tschechoslowaken, Chinesen, Japanern und Russen, fehlt eine: die deutsche. Die zieht die entfernteren billigeren Kaufhäuser um den Alexanderplatz und Stettiner Bahnhof vor; das KaDeWe ist für die Deutschen zu teuer; und es stellt sich sogar heraus: Charlottengrad ist ihnen zu teuer; es ist vor allem etwas für Russen.“

Nach dem Zweiten Weltkrieg passte sich das KaDeWe dem allgemeinen Bedarf nach einer Grundversorgung an. Das frühere Luxuswarenhaus galt dennoch bald als ein „Symbol des deutschen Wirtschaftswunders“ und als ein Synonym oder Inbegriff des „freien Westens“ in der „Frontstadt“ West-Berlin. Das KaDeWe stellte sich seit den 1950er Jahren der internationalen Prominenz für einen Werbe-Auftritt zur Verfügung und wurde so zu einem „Schaufenster des Westens“. Nach dem Wiederaufbau und der Wiederherstellung einer Grundversorgung entwickelte sich das KaDeWe Ende der 1970er Jahre wieder zum Luxuswarenhaus. Zu einer Demokratisierung des Luxus führte das bereits von Jandorf, Wertheim und Tietz eingeführte Prinzip eines bestimmten Anteils von gehobenen Qualitäts- und von Luxuswaren im Gesamtangebot. Luxus sollte und soll für alle da sein, vor allem als Anreiz für den Durchschnittsverdiener.

„Luxus wird nach meinem Verständnis allerdings zugleich dadurch definiert, dass ich ihn mir nicht jeden Tag leisten kann. Gerade darin liegt für mich der Reiz des Besonderen, Außergewöhnlichen. Die Objekte meiner Träume muss ich mir erarbeiten, auch ersparen. Luxus, den ich jeden Tag haben könnte, ist langweilig. So aber genieße ich schon die Vorfreude.“

Für viele Besucher gilt das Kaufhaus bis heute als ein attraktives Symbol und Anreiz für ein besseres Leben.
Das Kaufhaus des Westens vergleicht sich schon seit langem mit ausländischen Luxuswarenhäusern und wird auch an wichtigen internationalen Warenhausunternehmen mit Luxuswarenhäusern gemessen. Genannt werden unter anderem Galeries Lafayette, Harrods, Selfridges, GUM, Macy’s, Bloomingdale’s und Takashimaya.
Im März 2021 trat das Unternehmen dem Fur Free Retailer Program (FFRP) (Pelz-freier Einkauf) bei. Im selben Jahr erschien die Dramaserie Eldorado KaDeWe – Jetzt ist unsere Zeit über das Kaufhaus in den 1920er Jahren in der ARD Mediathek.

## Prominente Gäste

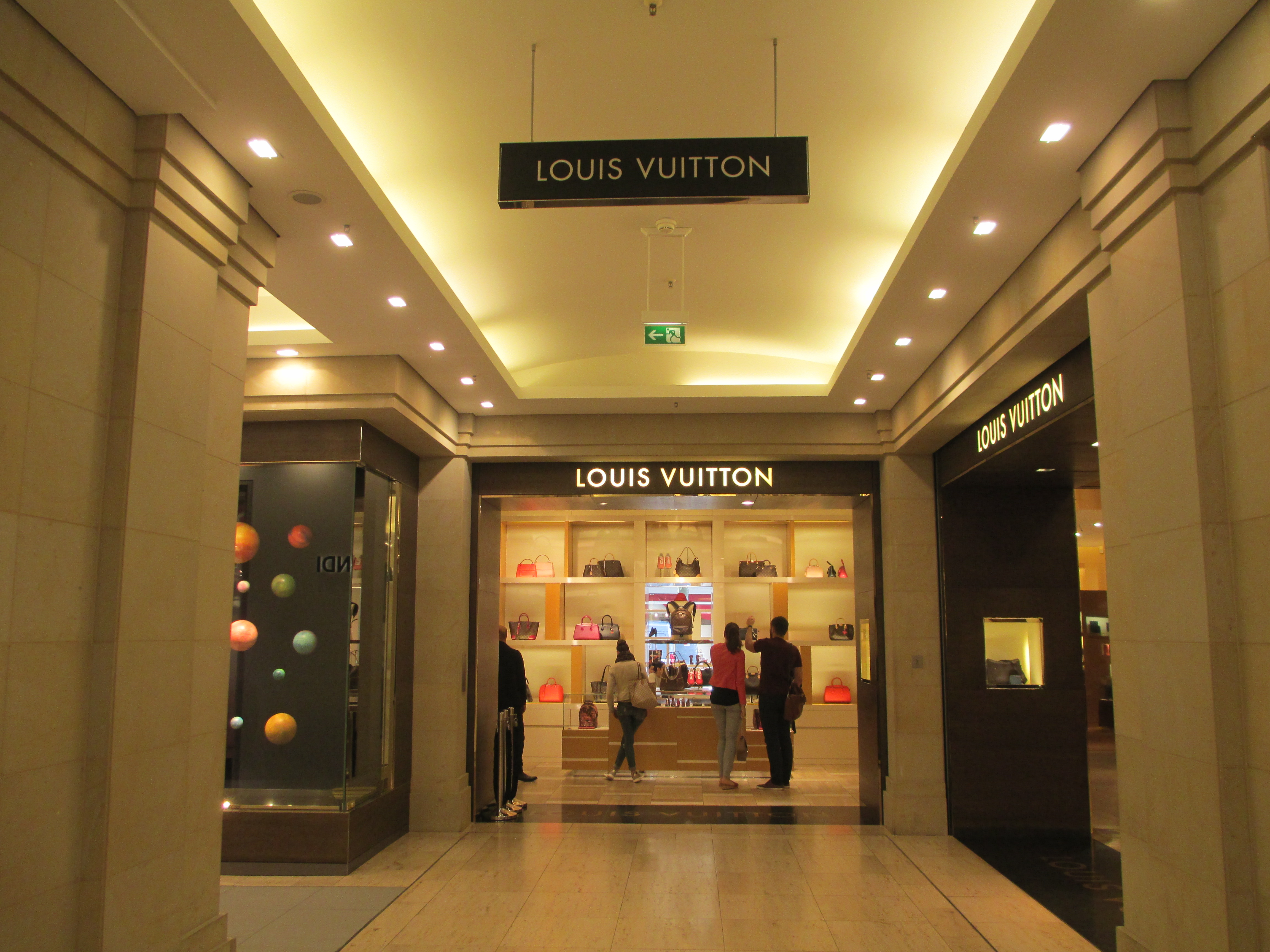
Kunden in einer Marken-Boutique

Das Kaufhaus des Westens mehrte stets sein Prestige und sein Ansehen durch die Besuche nationaler und internationaler Prominenz. Seit den 1950er Jahren werden Prominente gezielt zu einem Besuch zwecks Lesung oder Ähnlichem eingeladen, ein Werbemittel, das sich für beide Parteien in geschäftlicher Hinsicht günstig auswirkt. Zu Beginn der Adventszeit lädt die Geschäftsführung des KaDeWe ebenfalls seit Anfang der 1950er Jahre alljährlich die Berliner Journalisten zu einem Essen mit Präsenten und Musik ein. Daneben gibt es prominente KaDeWe-Besucher, die in ganz persönlicher Beziehung zu dem Kaufhaus stehen.
Von 1922 bis 1937 lebte der russische Schriftsteller Vladimir Nabokov mit seiner Frau Véra in Berlin und besuchte häufig das KaDeWe. In seinem zweiten Roman König, Dame, Bube (im Original: Korol, Dama, Valet, 1928) steht ein exklusives Berliner Kaufhaus im Zentrum des Geschehens. Die Initialen ‚KDV‘ im russischen Buchtitel spielen auf das KaDeWe an. Im Roman Die Gabe (1937/1952) wird das KaDeWe ebenfalls erwähnt.
Der russische Dichter Wladimir Majakowski logierte während seiner acht Aufenthalte im Berlin der 1920er Jahre stets im Kurfürsten-Hotel, das in der Ansbacher Ecke Kurfürstenstraße nahe beim KaDeWe lag. Das KaDeWe zählte zu Majakowskis Lieblingsorten in Berlin. Nach seinen Lesungen oder Vorträgen machte er dort Großeinkäufe für seine Geliebte Lilja Brik und für Moskauer Freunde.
Der britische Historiker Eric Hobsbawm verbrachte zwischen 1931 und 1933 in Berlin die nach eigener Aussage entscheidenden Jahre seines Lebens. Hobsbawm suchte vor seiner Emigration 1933 nach England oft die Buchabteilung im KaDeWe auf, wo alle Bücher offen zugänglich auslagen und nicht in Schränken und Regalen hinter einer Theke aufbewahrt wurden.

## Filme
- Kaufhaus des Westens. Chronik eines Warenhauses. Dokumentation, Deutschland, 1994, 30 min, Buch und Regie: Sabine Degebrodt, Buch: Hanne Schön-Muanda, Produktion: Deutsche Welle TV, Ausstrahlung: 17. Januar 1995.
- Willkommen, bienvenue, welcome: Das Kaufhaus des Westens in Berlin. Dokumentation, Deutschland, 1995, Buch und Regie: Daniela Schmidt, Produktion: ZDF, Reihe: Kathedralen des Konsums, Erstausstrahlung: arte, 10. Dezember 1995.
- Bilderbuch Deutschland – Berlin-Schöneberg. Dokumentarfilm, Deutschland, 2003, 44:18 min, Buch und Regie: Sabine Carbon, Produktion: 24pictures, RBB, Erstsendung: 8. Juni 2003 in der ARD.
 Darin zu sehen ist die Kosmetik- und Fischabteilung des KaDeWe, worüber die rumänische Schriftstellerin Carmen-Francesca Banciu aus ihrer Erzählung Berlin ist mein Paris vorliest, und die Unterhaltungskünstlerin Romy Haag vor der Pâtisserietheke von Lenôtre.
- Supermarkt – die umworbene Kundschaft. Dokumentarfilm, Schweiz, 2005, 30:24 min, Buch und Regie: Ursula Bischof Scherer, Produktion: NZZ Format, Erstsendung: 24. April 2005 bei SRF 1, Inhaltsangabe von NZZ, (Memento vom 22. Juni 2015 im Internet Archive), online-Video von NZZ Format.
- Ein Kaufhaus wird geliftet. Neuer Glanz für das KaDeWe. Fernseh-Reportage, Deutschland, 2005, 92 min, Buch und Regie: Nadja Kölling, Produktion: Spiegel TV, Erstsendung: 3. November 2005, Filminformationen von Spiegel online.
Anlässlich einer weiteren Modernisierung des KaDeWe im Jahre 2005 werden Kunden, Verkäufer, Dekorateure, Handwerker, Konditoren und Köche über ihre Tätigkeit befragt. Die Abteilungsleiter von Damenoberbekleidung (DOB), Taschen und Schuhe sind bei ihren auswärtigen Bestellungen zu sehen.
- 100 Jahre KaDeWe. Fernseh-Reportage, Deutschland, 2007, 1:50 min, Produktion: Welt-TV, 28. Februar 2007, Tortenanschnitt.
- 100 Jahre KaDeWe. Fernseh-Feature, Deutschland, 2007, 5:58 min, Produktion: RBB, zibb, 1. März 2007, (mit Wochenschau-Ausschnitten).
- Noble Adressen. Das KaDeWe – 100 Jahre Kaufrausch. Dokumentation, Deutschland, 2007, 45 min, Buch und Regie: Stephan Düfel, Produktion: RBB, Erstausstrahlung 29. März 2007, Inhaltsangabe.
- Immer schick ins KaDeWe – Ein Kaufhaus wird zur Legende. Dokumentation, Deutschland, 2007, 30 min, Buch und Regie: Sibylle Trost, Produktion: ZDF, Reihe: Kultur, Erstausstrahlung: 28. August 2007 im ZDF, Filmdaten.
- Offizielles Präsentationsvideo. des KaDeWe, 2007, 4:05 min.
- Symbol für bessere Zeiten – das KaDeWe öffnet wieder (Memento vom 9. März 2009 im Internet Archive) (Flash-Plugin benötigt), 3. Juli 1950, Wochenschau und Interview, Deutschland, 1950/2009, 1:50 min, Produktion: rbb, bpb, Reihe: 60 × Deutschland.
- Kathedrale des Konsums. Hinter den Kulissen des KaDeWe. Dokumentarfilm, Deutschland, 2015, 43:23 min, Buch und Regie: Sherin Al-Khannak und Ole Apitius, Produktion: ZDFinfo, Erstsendung: 20. August 2015 bei ZDFinfo. verfügbar auf YouTube.
- Die großen Traumkaufhäuser – KaDeWe, Berlin. Dokumentarfilm, Deutschland, 2017, 52:30 min, Buch und Regie: André Meier, Produktion: Telekult, rbb, arte, Reihe: Die großen Traumkaufhäuser, Erstsendung: 19. Februar 2017 bei arte, Inhaltsangabe von ARD, mit vielen und selten gezeigten Archivaufnahmen.
- Geheimnisvolle Orte: Das KaDeWe. Dokumentarfilm, Deutschland, 2017, 43:47 min, Buch und Regie: André Meier, Produktion: Telekult, rbb, Reihe: Geheimnisvolle Orte, Erstsendung: 11. September 2017 bei Das Erste, Inhaltsangabe – U. a. mit Vittorio Radice (KaDeWe), Petra Fladenhofer (KaDeWe), Simone Ladwig-Winters (Historikerin), Katja Roeckner (Historikerin) und vielen Archivaufnahmen.